# Robert le Diable (opéra)
Pour les articles homonymes, voir Robert le Diable (homonymie).
Représentations notables
- 20 juin 1832 à Berlin en allemand (traduction de T. Hell)
- 22 juin 1833 à Vienne en allemand
- 7 avril 1834 à New York en anglais
- 30 novembre 1838 à l’Opéra de Paris en français avec le ténor Giovanni Matteo de Candia, dit Mario dans le rôle de Robert et pour lequel Meyerbeer compose un nouvel air au début du deuxième acte
- 26 novembre 1840 au Teatro della Pergola de Florence en italien
- 7 mai 1968 au théâtre communal de Florence en italien, avec Renata Scotto et Boris Christoff
- 24 juin 1985 à l’Opéra de Paris en français, avec Alain Vanzo, June Anderson et Samuel Ramey
- 21 février 1988 au Carnegie Hall de New York en français, avec Chris Merritt (qui interprète l’air de Robert composé spécialement par Meyerbeer pour Mario au début du deuxième acte) et Samuel Ramey
- 2000 et 2001 au Staatsoper Unter den Linden de Berlin en français

Personnages
- Robert, duc de Normandie (ténor)
- Bertram, son ami (basse)
- Alice, sœur de lait de Robert (soprano)
- Isabelle, Princesse de Sicile (soprano)
- Raimbaut, troubadour normand (ténor)
- Héléna, supérieure des nonnes (danseuse)
- Alberti,  un chevalier (basse)
- Un prêtre (basse)
- Un héraut d’armes (ténor)
- Une dame d’honneur d’Isabelle (soprano)
- Roi de Sicile, prince de Grenade, chapelain de Robert, chevaliers, écuyers, pages, valets, joueurs, seigneurs et dames, paysans, paysannes, soldats du Roi de Sicile, moines, nonnes, démons (chœur)

Airs
Nonnes qui reposez : évocation des nonnes damnées par Bertram au troisième acte

Robert toi que j’aime : prière d’Isabelle au quatrième acte

Duo bouffe Bertram-Raimbaut au troisième acte

Robert le Diable est un opéra en cinq actes sur un livret d'Eugène Scribe et Germain Delavigne, et une musique composée par Giacomo Meyerbeer. Adaptée de la légende médiévale de Robert le Diable, l’œuvre est le dixième opéra de Giacomo Meyerbeer et son premier composé pour l’Opéra de Paris.
La création eut lieu à l’Opéra de Paris, salle Le Peletier, le 21 novembre 1831, avec les sopranos Julie Dorus-Gras et Laure Cinti-Damoreau, le ténor Adolphe Nourrit et la basse Nicolas-Prosper Levasseur, sous la direction de François-Antoine Habeneck. Frédéric Chopin, qui assista à la création, écrivit : « Si jamais la magnificence parut dans un théâtre, je doute qu'elle ait jamais atteint le degré de splendeur déployé dans Robert... C'est un chef-d'œuvre... Meyerbeer s'est acquis l'immortalité...» De fait, célébrée par Piotr Kamiński comme étant « un des plus grands triomphes de tous les temps », l’œuvre va faire la fortune de l’Opéra de Paris qui devient alors la place prépondérante de l’art lyrique, où tous les compositeurs (et notamment Donizetti, Verdi ou Wagner) viennent chercher, avec des succès variables, la consécration. S’il n’est plus guère représenté aujourd’hui, « l’effet extraordinaire produit par Robert le Diable sur les contemporains » a eu des effets durables et des opéras aussi célèbres que Le Vaisseau fantôme, Tannhäuser, Faust, Don Carlos, Carmen, Parsifal… s’inspirent d’une façon ou d’une autre de Robert.

## Sujet
Le sujet est emprunté à une légende médiévale, dont le héros est Robert le Diable, fruit de l’union de Satan et d’une mortelle. La plus ancienne version connue remonte au XIIIe siècle et le roman fut ensuite diffusé en France par la Bibliothèque bleue et de nombreuses éditions populaires qui multiplient les variantes de l’histoire.

### La légende originale

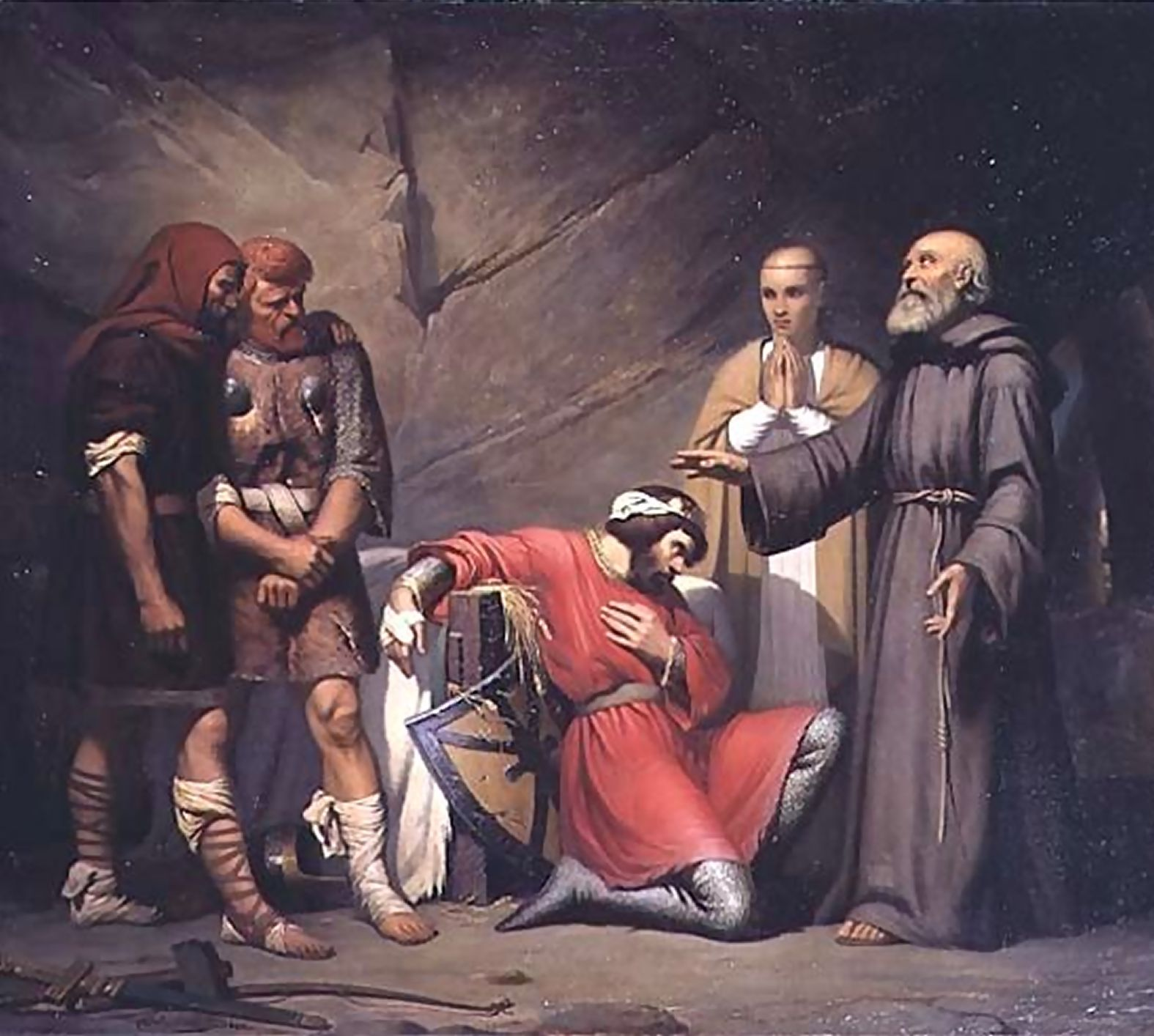
La Conversion de Robert le Diable, tableau de Guillaume Cabasson.

Robert, le fils du duc de Normandie (Rollon), mène une vie de brigandage. À la tête d’une troupe armée, il pille, viole et assassine si bien que son père, le duc, décide de le bannir de Normandie.
Après avoir massacré sept ermites revenant d’un pèlerinage, Robert commence à éprouver des remords. Il est également frappé de n’inspirer que terreur et haine. Aussi interroge-t-il sa mère qui lui révèle le secret de sa naissance : désespérant de ne pas avoir d’enfant malgré toutes ses prières, elle a demandé au Diable de lui en accorder un et son souhait fut aussitôt exaucé.
Le jeune homme décide alors de s’amender et d’expier ses crimes afin de sauver son âme de la damnation. Ses compagnons refusant de changer leur mode de vie criminel, il les massacre tous l’un après l’autre et restitue les biens dérobés à leurs légitimes propriétaires.
Il se rend ensuite à pied en pèlerinage à Rome pour être confessé. Le pape l’adresse à un saint ermite, qui lui impose une triple pénitence : le jeune homme devra se faire passer pour fou, n’adresser la parole à personne et ne manger que la nourriture laissée aux chiens. Robert décide de suivre ces règles scrupuleusement. Un jour, il est remarqué par l’Empereur qui ordonne qu’il soit correctement logé et nourri. Mais Robert fait comme s’il ne comprenait pas ces ordres, se contente de la nourriture donnée aux chiens de l’Empereur et va dormir dans les chenils du palais.
Plusieurs années passent. Une armée sarrasine attaque Rome à trois reprises, mais est vaincue à chaque fois grâce à l’intervention d’un chevalier inconnu, portant une armure étincelante et qui disparaît aussi mystérieusement qu’il est apparu. La fille de l’Empereur, muette de naissance, tente en vain de révéler que ce chevalier n’est autre que le fou qui dort avec les chiens.
L’Empereur veut cependant connaître l’identité du vainqueur. Il apprend que l’un de ses chevaliers a blessé l’inconnu par erreur au cours d’une embuscade, et qu’un bout de flèche est resté dans la blessure. Il promet alors la main de sa fille à celui qui sera capable de lui rapporter ce bout de métal. Un ancien prétendant de la princesse tente, par un subterfuge, de se faire passer pour le chevalier inconnu. Son imposture est cependant révélée par la fille de l’Empereur qui retrouve miraculeusement la parole. Elle déclare également que le mystérieux chevalier n’est autre que le fou qui dort avec les chiens, ce que vient confirmer le saint ermite que Robert avait rencontré sur les conseils du pape. Ce dernier annonce que Dieu a finalement pardonné à Robert et que celui-ci peut désormais épouser la fille de l’Empereur.

### L’adaptation pour l’opéra

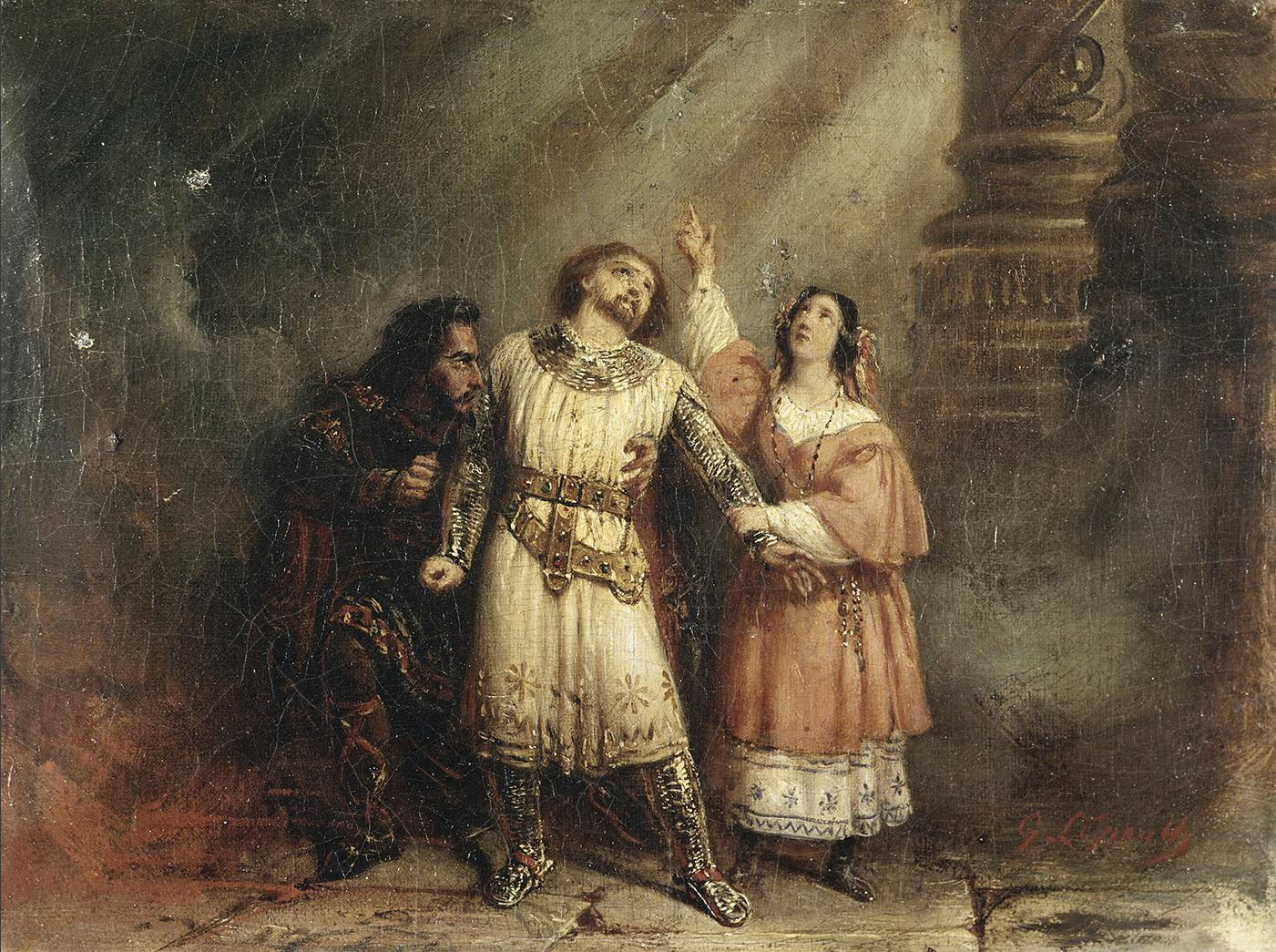
Trio du dernier acte où Robert doit choisir entre le Bien, personnifié par Alice, et le Mal, représenté par Bertram : tableau de François-Gabriel Lépaulle.

L’adaptation pour l’opéra est extrêmement libre et se contente de reprendre la situation de départ (les tribulations d’un chevalier issu de l’union d’une femme avec un démon) et la fin (le mariage du héros avec une princesse). Mais le Robert criminel sanguinaire de la légende cède la place à un jeune homme irresponsable et quelque peu arrogant qui est l’enjeu inconscient d’un combat entre le Bien et le Mal. Comme le souligne P. Lalitte, « le diabolisme supposé de Robert, ses méfaits ne figurent dans l’opéra que par la chanson » d’un ménestrel, « le Robert diabolique [n’existant] que dans un lointain passé légendaire, un passé de chansons, dont Robert ne semble pas se souvenir. ». Pour Gustav Kobbé, « le grotesque confine à l'absurdité » dans le livret d'Eugène Scribe et seule la partition de Meyerbeer permettra à l'œuvre de remporter « un brillant succès ».
À Palerme, au début du XIVe siècle, Robert, duc de Normandie, est tombé amoureux d’Isabelle, la fille du roi de Sicile. Le père du jeune homme, un démon des Enfers dévoré par l’amour paternel, a pris les traits d’un chevalier mystérieux prénommé Bertram. Il tente de convaincre Robert de vendre son âme au diable et réussit à empêcher son fils de participer à un tournoi dont l’enjeu n’est autre que la main d’Isabelle. Il lui conseille d’utiliser la magie pour parvenir à ses fins : lors d’une bacchanale avec des nonnes damnées, Robert s’empare d’un rameau magique. Isabelle parvient cependant à convaincre Robert de briser le talisman et Bertram est englouti dans les profondeurs des Enfers, après avoir échoué à faire signer à son fils le pacte infernal. Robert finit par épouser Isabelle. L'histoire n'est pas sans rapeller celle de Jean de Procida durant les Vêpres siciliennes.
Scribe a adapté la légende médiévale en y introduisant des traits du Romantisme noir des romans gothiques qui rencontraient un grand succès en France depuis la fin du XVIIIe siècle. Le thème de la tentation satanique renvoie directement à Faust et la situation initiale de la filiation diabolique avait été remise à la mode par le roman Das Petermännchen de Christian Heinrich Spieß (1791). Mais Scribe emprunte également des éléments au romantisme anglais (les motifs du rameau magique et du sommeil enchanté sont directement tirés du roman Le Moine (The Monk) de Matthew Gregory Lewis. Enfin, le personnage du père-démon (qui n’apparaissait pas en tant que tel dans la légende médiévale), baptisé Bertram en référence à la tragédie en cinq actes Bertram de Charles Robert Maturin (1816), s’inspire aussi bien du Méphistophélès de Faust que de Don Juan.
Robert Ignatius Letellier note que l’un des aspects les plus importants de l’appropriation par Scribe de la littérature romantique est l’introduction dans l’opéra d’un héros à la Waverley. Walter Scott a en effet souvent pris comme personnage principal de ses romans un jeune homme très ordinaire, relativement passif et dans lequel il est facile de s’identifier. Le héros est fréquemment exclus ou rejeté ; il peut être facilement trompé par son entourage et ne semble pas avoir un caractère très affirmé. Néanmoins, comme le souligne Robert I. Letellier, cette passivité et cette difficulté à prendre des décisions du héros permettent à Scribe de mettre en évidence plus aisément les problématiques politiques et sociales soulevées dans ses opéras. Ainsi, le type du jeune héros indécis et tiraillé entre des personnages masculins au caractère affirmé (et représentant le plus souvent des tendances réactionnaires ou criminelles) et des personnages féminins positifs, indiquant clairement la direction à suivre, mais qui doivent souvent se sacrifier pour le bien du héros, revient de façon constante dans les livrets écrits par Scribe, et dans le Grand opéra en général.

## Argument
L’action de l’opéra se déroule en Sicile, vers 1300.

### Acte I
Le Lido, avec le port de Palerme au loin. Plusieurs tentes élégantes sont dressées sous les arbres.
- No 1a : Ouverture.

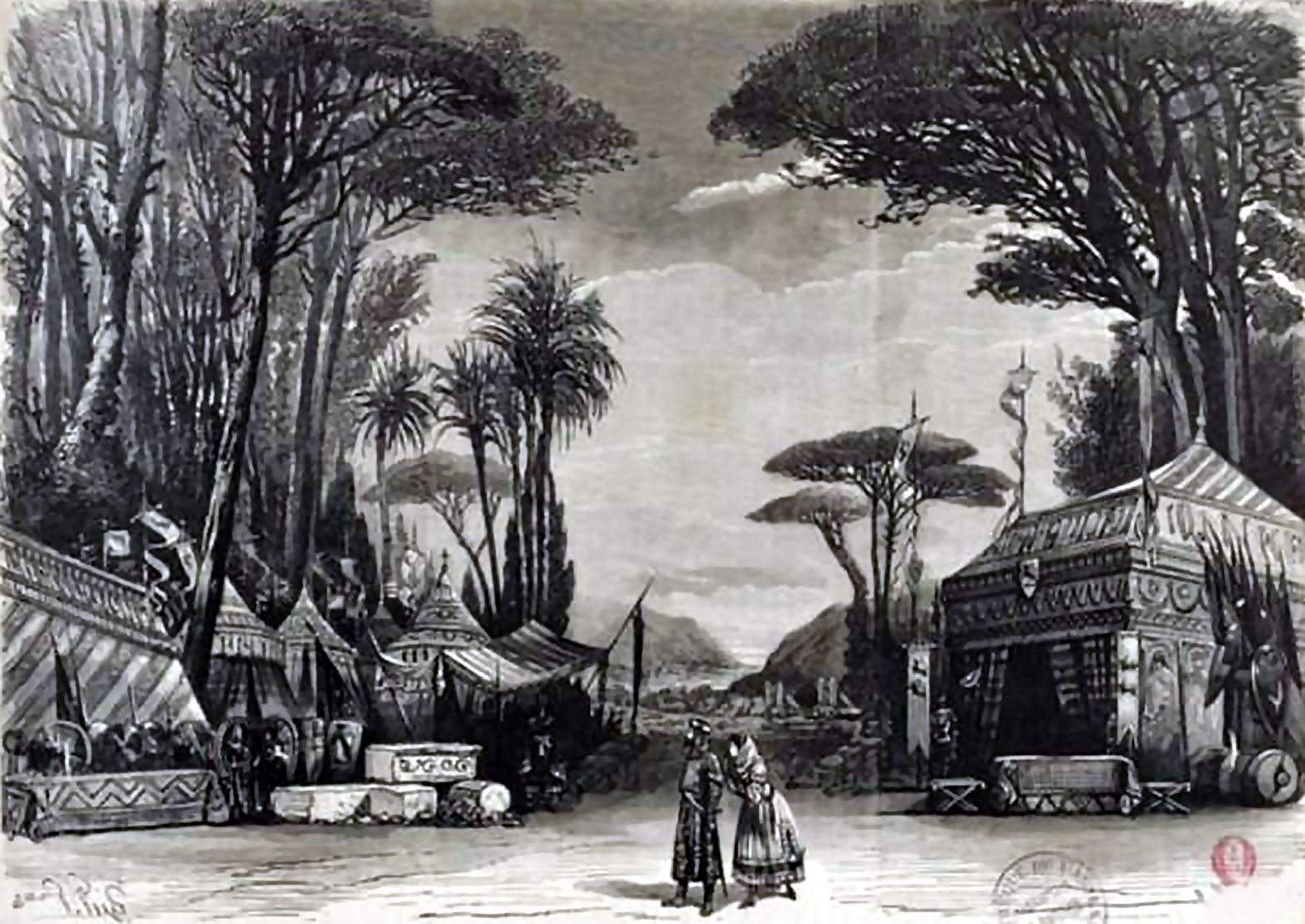
Décor de l’Acte I pour une reprise de l’œuvre à l’Opéra de Paris vers 1860.

- No 1b : Chœur des buveurs « Versez à tasses pleines » : Un tournoi est organisé à Messine, dont le premier prix n’est autre que la main de la princesse Isabelle, fille du roi de Sicile. Des chevaliers, venus nombreux pour participer au tournoi, boivent en l’honneur du vin, du jeu et des femmes. Ils s’interrogent sur l’identité d’un jeune chevalier qui se fait remarquer par la magnificence de son équipage. Des jongleurs et des ménestrels, arrivés tout spécialement de Normandie, sont priés de divertir les chevaliers.
- No 1c : Ballade de Raimbaut « Jadis régnait en Normandie » : Raimbaut, l’un des ménestrels normands, interprète alors une ballade contant l’histoire de Robert, duc de Normandie, qui serait issu de l’union de la fille du duc précédent avec un démon.
- No 1d : Suite et fin de l’introduction « C’en est trop… qu’on arrête un vassal insolent » : Le jeune chevalier inconnu se fait alors reconnaître comme Robert, le « héros » de la ballade, et exige que l’on pende Raimbaut haut-et-court pour son insolence. Lorsque le ménestrel annonce qu’il est venu avec sa fiancée, Robert lui laisse la vie sauve à condition que lui soit livrée la jeune femme. Celle-ci est amenée devant lui et les autres chevaliers : ces derniers, la trouvant fort belle, ne cachent guère leurs intentions malveillantes à son égard. Cependant, Robert, reconnaissant sa sœur de lait, Alice, prend la défense de la jeune femme et chasse les autres chevaliers.
- Récitatif « Ô mon Prince ! ô mon maître ! » : Robert, qui a été exilé par ses propres sujets, annonce à Alice qu’il a enfin trouvé et la paix et l’amour en Sicile. Mais la jeune femme est porteuse de tristes nouvelles : la mère de Robert est morte. Dans ses derniers instants, elle a fait promettre à Alice de délivrer à son fils un avertissement.
- No 2 : Romance d’Alice « Va, dit-elle, va, mon enfant » : La mère de Robert souhaitait en effet mettre en garde son fils contre des forces maléfiques qui veulent sa perte tout en lui recommandant de toujours se fier à Alice.
- Récitatif « Je n’ai pu fermer sa paupière » : Robert raconte alors à sœur de lait qu’il est tombé amoureux de la princesse Isabelle. Néanmoins, ayant bravé le roi, son père, ce dernier a ordonné la capture et l’emprisonnement de Robert, qui n’a été sauvé que grâce à l’intervention d’un chevalier mystérieux prénommé Bertram. Alice propose alors à Robert d’écrire une lettre à Isabelle pour implorer la clémence de son père et autoriser le jeune chevalier à participer au tournoi, lettre que la jeune fille remettra elle-même à la princesse. C’est à cet instant que surgit Bertram. Effrayée par la ressemblance de ce dernier avec un démon peint dans une église normande, Alice prend la fuite.

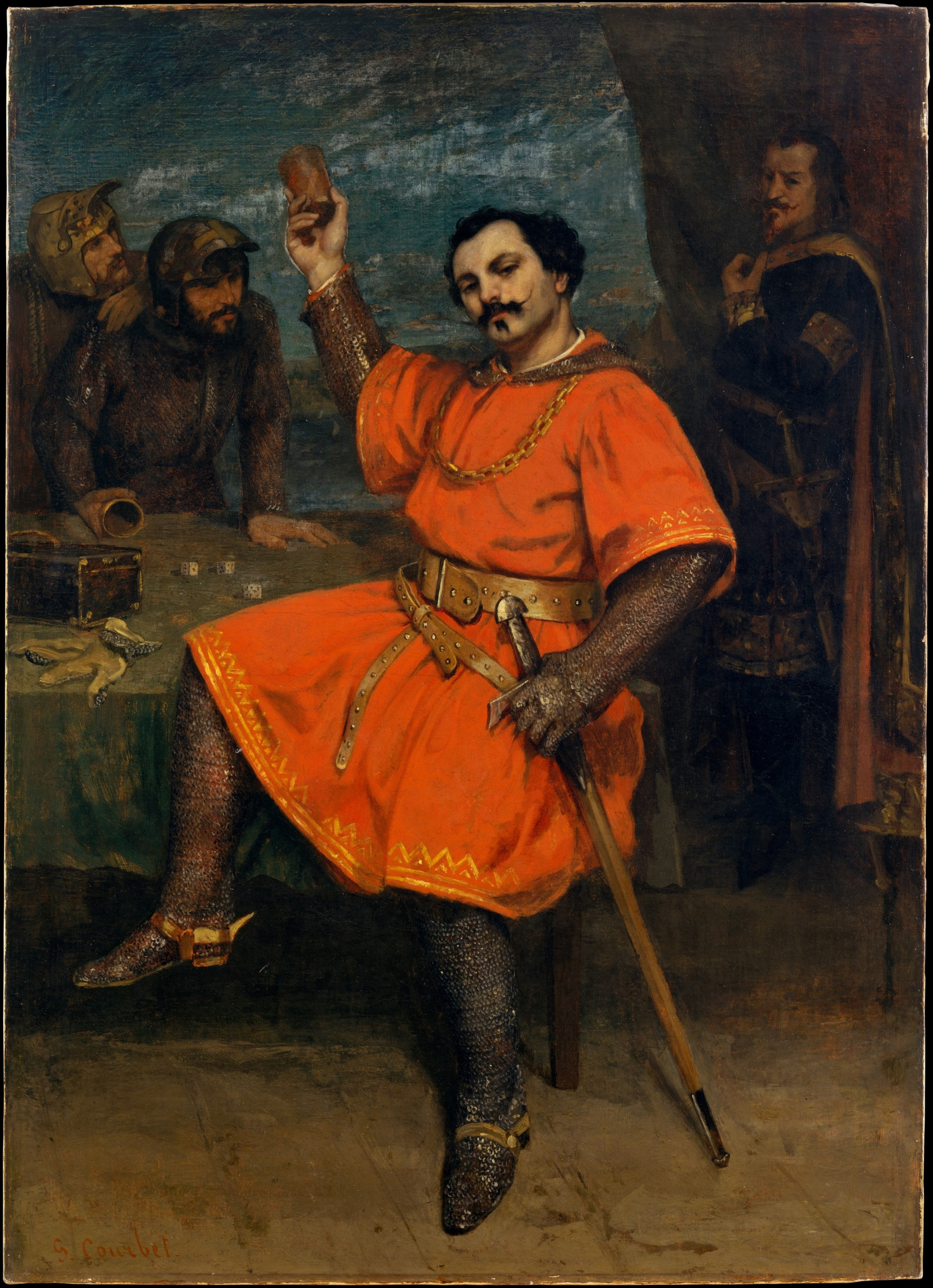
Portrait par Gustave Courbet de Louis Gueymard interprétant Robert à la fin du premier acte (scène du jeu).

- No 3a : Sicilienne « Le Duc de Normandie » : Sur une suggestion de Bertram, Robert se met à jouer aux dés avec les autres chevaliers.
- No 3b : Scène du jeu « J’ai perdu… ma revanche » : Robert perd successivement son argent, ses bijoux, sa vaisselle précieuse, ses chevaux et ses armes. N’ayant plus rien, il provoque et défie les autres chevaliers qui se moquent de lui.

### Acte II
Une grande salle du palais du roi de Sicile.
- No 4 : Air d’Isabelle « En vain j’espère » : Amoureuse de Robert, Isabelle craint que ce dernier ne l’ait abandonnée. Alice, qui s’est glissée parmi un groupe de jeunes filles présentant des requêtes, remet la lettre de Robert à la princesse.
- Récitatif « Courage, allons, montrez-vous à ces yeux » : Après le départ des jeunes filles, Alice va chercher Robert.
- No 5: Duo Isabelle-Robert « Avec bonté, voyez ma peine » : Robert et Isabelle s’avouent leur amour. La princesse, ayant appris que Robert a perdu ses armes au jeu, lui en offre de nouvelles et Robert promet d’être vainqueur au tournoi.
- Récitatif « Silence ! on vient » : Un héraut d’armes vient alors annoncer à Robert qu’il est défié par le prince de Grenade (qui se trouve être le favori du tournoi). Robert relève le défi et suit le héraut. En fait, le prince de Grenade n’est que la créature de Bertram, censée éloigner Robert le temps du tournoi.
- No 6: Chœur dansé « Accourez au devant d’elle » : Après le départ de Robert, toute la cour, conduite par Isabelle et son père, entre en scène afin que lui soient présentés six jeunes couples qui doivent bientôt se marier.
- No 7: Pas de cinq : Danse des futurs époux devant la cour.
- No 8a: Récitatif « Quand tous nos chevaliers » : Le prince de Grenade (qui est resté pour participer au tournoi alors que son héraut entraîne Robert au loin) demande alors à Isabelle l’honneur d’être armé par elle. Le roi contraint sa fille à accéder à cette requête ; Bertram triomphe.
- No 8b: Chœur « Sonnez, clairons, honorez la bannière » : Pendant qu’Isabelle arme de ses mains le prince de Grenade, Alice, inquiète, se demande ce qui est arrivé à Robert.
- No 8c: Finale « La trompette guerrière » : Aux sons d’une marche solennelle, toute la cour décide d’aller assister au tournoi. Isabelle et Alice sont désespérées de ne pas revoir Robert tandis que Bertram se réjouit à l’idée que cette nouvelle mésaventure puisse le rapprocher du jeune homme.

### Acte III

#### Tableau 1
Les rochers de sainte Irène. À droite, les ruines d’un temple antique et l’entrée de caveaux. À gauche, une croix en bois.
- No 9a: Entr’acte.

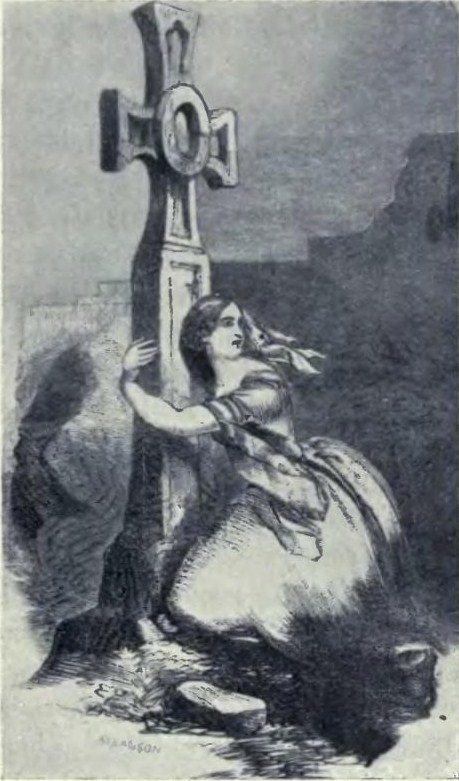
Jenny Lind interprétant Alice dans le premier tableau de l’Acte III.

- No 9b: Récitatif « Du rendez-vous, voici l’heureux instant » : Raimbaut attend sa fiancée Alice. Il rencontre Bertram et se plaint de sa pauvreté. Bertram lui jette alors une bourse remplie de pièces d’or.
- No 9c: Duo bouffe Bertram-Raimbaut, première partie « Ah ! l’honnête homme » : Bertram suggère à Raimbaut de différer son mariage. Maintenant que le ménestrel est riche, il pourrait sans doute trouver un meilleur parti que la pauvre Alice.
- No 9d: Duo bouffe Bertram-Raimbaut, seconde partie « Le bonheur est dans l’inconstance » : Bertram conseille ensuite à Raimbaut de s’adonner aux plaisirs. Convaincu, Raimbaut décide d’aller boire sur le champ à la taverne.
- Récitatif « Encor’un de gagné ! » : Après s’être réjoui de cette conquête facile, Bertram révèle qu’il est un démon. Il doit se rendre en enfer dont les caveaux, situés à la droite de la scène, sont une des entrées, afin de rendre compte de ses actes à Lucifer.
- No 10: Valse infernale « Noirs démons, fantômes » : Aux sons d’une valse infernale parvenant de l’entrée des caveaux, Bertram tremble à l’idée que le roi des enfers puisse lui reprocher sa conduite sur terre. Car Bertram, qui est le père de Robert, aime passionnément son fils et se déclare prêt à défier le Ciel et l’Enfer pour pouvoir rester avec lui. Il se décide finalement à se rendre devant son maître.
- Récitatif « Raimbaut ! Raimbaut ! dans ce lieu solitaire » : Alice arrive et est surprise de ne pas voir Raimbaut.
- No 11a: Couplets d’Alice « Quand je quittais la Normandie » : Inquiète de ne pas trouver son fiancé, Alice espère que ce dernier ne lui est pas infidèle.
- No 11b: Scène « Ô ciel ! le bruit redouble » : De l’entrée des caveaux monte un chœur satanique invoquant le nom de Robert. Alice essaie de voir d’où viennent ces sons. Terrifiée par la scène infernale qu’elle vient de surprendre, Alice court se réfugier près de la croix qui se dresse de l’autre côté de la scène et s’évanouit. Bertram sort alors des enfers où on lui a ordonné de faire signer à Robert un pacte avec le Diable avant la fin du jour. S’il échoue, il perdra définitivement son fils.
- No 12a: Duo Alice-Bertram « Mais Alice, qu’as-tu donc ? » : Alice revient à elle. Bertram, surpris de voir la jeune fille en ces lieux, craint qu’elle n’ait surpris son secret. Il interroge la jeune fille, manifestement terrifiée, pour savoir ce qu’elle sait.
- No 12b: Scène « Oui ! tu me connais » : Bertram comprend qu’Alice a deviné son identité réelle. Il obtient d’elle qu’elle garde le silence après avoir menacé sa vie, celle de son fiancé et de toute sa famille.
- No 13: Trio Alice-Bertram-Robert « Cruel moment, fatal mystère » : Robert arrive à son tour. Aux regrets du jeune chevalier qui vient de perdre et sa fortune et son honneur, répondent les plaintes d’Alice, déchirée entre la volonté de tout révéler à Robert et la peur des conséquences de ces révélations, et les craintes de Bertram de ne plus jamais revoir son fils. Après avoir vainement tenté de prévenir Robert, Alice s’enfuit.
- Récitatif « Qu’a-t-elle donc ? » : Robert se plaint à Bertram d’avoir été trompé. Ayant poursuivi une chimère, il n’a pu participer au tournoi, finalement remporté par le prince de Grenade qui va donc pouvoir épouser Isabelle. Indiquant que ce dernier n’a pu parvenir à ses fins qu’en utilisant des sortilèges maléfiques, Bertram suggère à Robert de lutter contre son rival avec les mêmes armes. Il prévient néanmoins le jeune homme que ce dernier devra avoir le courage de commettre certains sacrilèges.
- No 14: Duo Robert-Bertram « Des chevaliers de ma patrie » : Robert accepte. Bertram l’invite donc à se rendre, seul, dans l’abbaye où se dresse le tombeau de Sainte Rosalie sur lequel il devra cueillir un rameau magique.

#### Tableau 2
Les galeries d’un cloître où se dressent plusieurs tombeaux, dont celui de sainte Rosalie. Sur ce dernier, la statue de la sainte, en habit religieux, tient à la main une branche verte de cyprès.

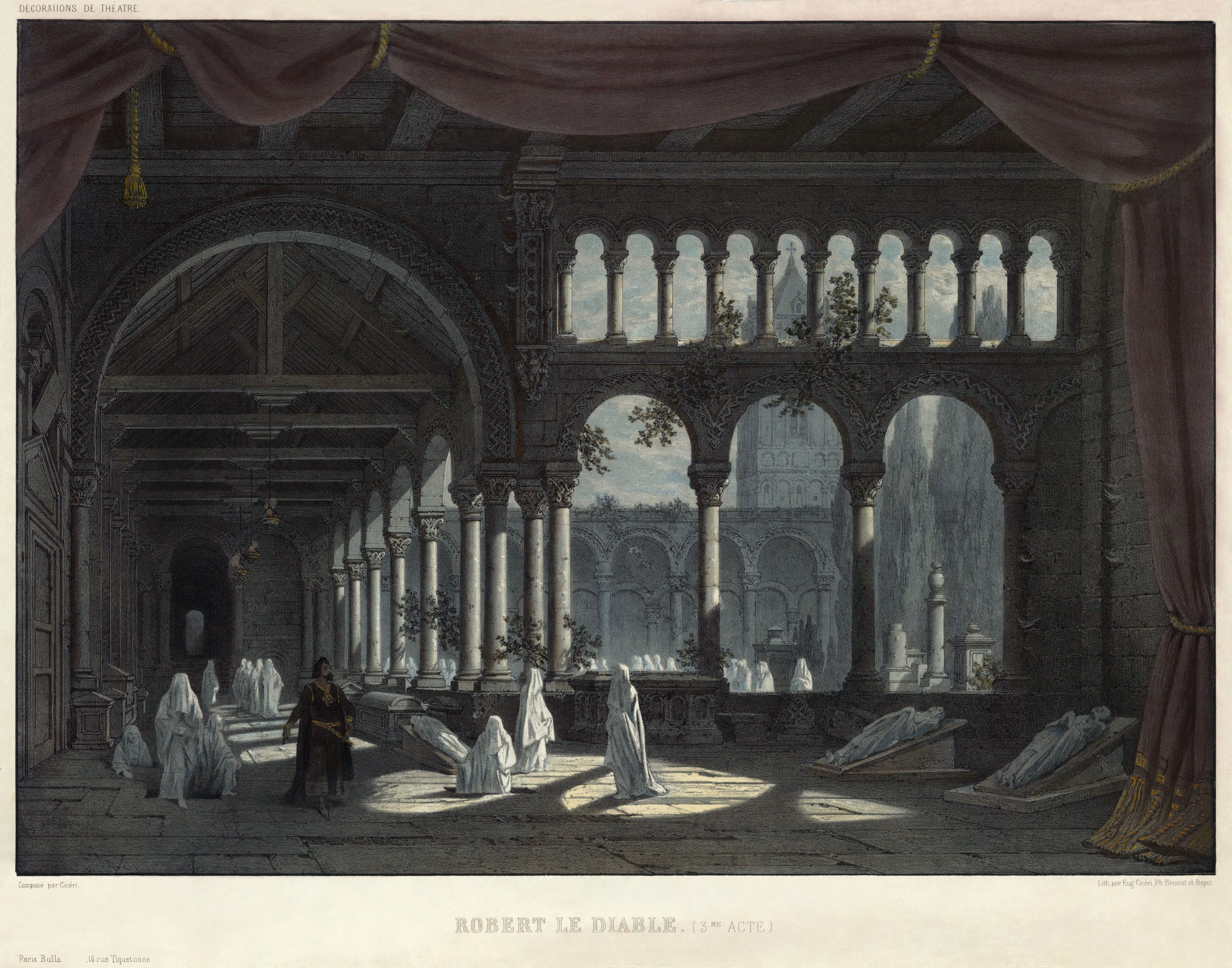
Décor du second tableau de l’acte III par Pierre-Luc-Charles Ciceri.

- No 15a: Récitatif « Voici donc les débris du monastère antique » : Bertram a précédé Robert dans le monastère maudit qui abrite le tombeau de Sainte Rosalie.
- No 15b: Invocation de Bertram « Nonnes qui reposez » : Bertram décide de ramener à la vie les nonnes damnées et les charge de convaincre Robert de cueillir le rameau magique.
- No 15c: Bacchanale : Après que les nonnes ont accepté la mission confiée par Bertram, celui-ci se retire. Heureuses de pouvoir à nouveau se livrer aux plaisirs de la boisson et du jeu, les nonnes menées par leur supérieure Héléna se livrent à une bacchanale déchainée.
- No 15d: Récitatif « Voici le lieu, témoin d’un terrible mystère » : Tout s’arrête cependant à l’arrivée de Robert, qui s’apprête à cueillir le rameau. Mais, croyant reconnaître les traits de sa mère dans le visage sculpté de la sainte, il recule avec terreur et décide de s’enfuir.
- No 15e: Premier air de danse : Séduction par l’ivresse. Les nonnes damnées entourent alors Robert et lui proposent des coupes remplies de vin qu’il refuse. Héléna décide d’intervenir : elle finit par faire boire Robert et l’attire vers le rameau magique. Robert refuse néanmoins de le cueillir.
- No 15f: Deuxième air de danse : Séduction par le jeu. Les nonnes se mettent à jouer aux dés près du tombeau de la sainte et Héléna parvient une fois encore à attirer Robert vers le rameau. Mais Robert, toujours terrifié, recule au dernier moment.
- No 15g: Troisième air de danse : Séduction par l’amour. Héléna danse alors seule pour Robert qui, conquis, lui vole un baiser. La nonne demande à Robert de cueillir le rameau magique en gage d’amour. Robert, oubliant toutes ses préventions, obéit.
- No 15h: Chœur dansé « Il est à nous » : Au moment où Robert cueille le rameau, le tonnerre éclate, les nonnes se transforment en spectres et des démons surgissent des entrailles de la terre. Tous se lancent dans une danse infernale et entourent Robert qui parvient à se dégager de la mêlée maudite grâce aux pouvoirs magiques du rameau.

### Acte IV
La chambre à coucher de la princesse Isabelle.
- No 16: Entracte et chœur de femmes « Noble et belle Isabelle » : Isabelle se prépare pour la nuit et fait distribuer des cadeaux aux six jeunes filles qui ont été mariées le matin.
- Récitatif « Mais n’est-ce pas cette jeune étrangère » : Isabelle, reconnaissant Alice parmi celles qui assistent à son coucher, l’interroge sur Robert. La jeune fille lui indique qu’elle doit le revoir pour lui remettre une lettre de sa mère, puis qu’elle repartira pour la Normandie.
- No 17: Chœur « Frappez les airs, cris d’allégresse ! » : On vient alors apporter à Isabelle des cadeaux de la part du prince de Grenade, son futur époux.
- No 18a: Scène « Du magique rameau qui s’abaisse sur eux » : Robert entre dans la chambre en brandissant le rameau magique. Tous s’endorment bientôt, y compris Isabelle.
- No 18b: Cavatine de Robert « Ah ! qu’elle est belle » : Robert contemple Isabelle dans son sommeil magique, puis décide de la réveiller pour la convaincre de s’enfuir avec lui.
- No 18c: Duo Robert-Isabelle « Grand Dieu, toi qui vois mes alarmes » : Robert, enivré par le pouvoir du rameau magique, ordonne à Isabelle de le suivre. Celle-ci refuse et constate, horrifiée, que Robert semble jouir de son désespoir et de sa terreur.
- No 18d: Cavatine d’Isabelle « Robert, toi que j’aime » : Isabelle se jette aux pieds de Robert et implore sa pitié. Finalement touché par la prière de la jeune femme, Robert revient à des sentiments plus humains et brise le rameau magique.
- No 18e: Chœur et stretta « Quelle aventure ! est-ce un prestige ? » : toute la cour se réveille et les gardes arrêtent Robert pour le conduire en prison, tandis qu’Isabelle tombe évanouie sur son lit.

### Acte V
Le vestibule de la cathédrale de Palerme. Au fond, un rideau qui sépare le vestibule du sanctuaire.

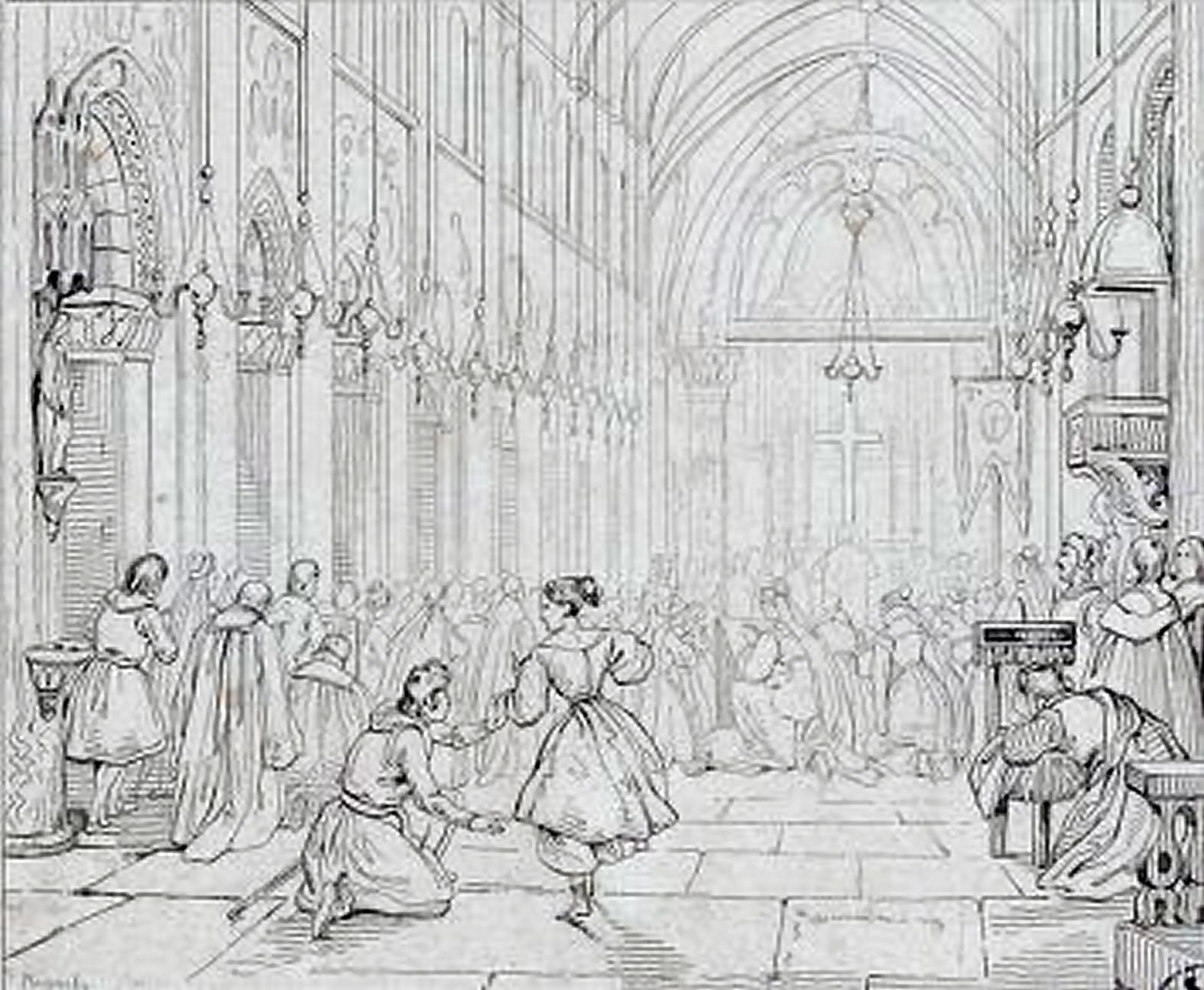
Décor du dernier acte de Robert le Diable.

- No 19: Entracte et chœur des moines « Malheureux ou coupable » : Des moines accueillent plusieurs fugitifs et leur donnent asile.
- No 20: Chœur (prière) « Gloire à la providence » : Tous entonnent une prière à la gloire de Dieu, puis quittent la scène.
- No 21a: Scène « Viens… Dans ce lieu, pourquoi me forcer » : Robert s’est échappé de prison grâce à l’aide de Bertram et vient demander asile dans la cathédrale (ce qui n’est guère du goût de Bertram). Bertram convainc alors Robert que la seule solution pour se venger de ses ennemis est de signer un pacte avec le Diable.
- No 21b: Duo Bertram-Robert avec chœur (reprise de la prière) « Eh quoi ! déjà ton cœur balance ? » : Au moment où Robert va signer le pacte, des chants religieux retentissent. Apaisé par ces chants, Robert pense avec émotion à sa mère. Bertram essaie en vain d’attirer le jeune chevalier en dehors de la cathédrale.
- Récitatif « Je conçois que ces chants » : Bertram rappelle alors à Robert que ces chants sont interprétés en l’honneur du futur mariage entre Isabelle et le prince de Grenade. Furieux, Robert rejette Bertram, qui proteste de son affection pour le jeune chevalier et lui révèle qu’il est son père.
- No 22: Air de Bertram « Ton malheur, ô mon fils » : Bertram révèle aussi qu’il est un démon, mais que, pour son malheur, il lui a été permis d’aimer. Dévoré par son amour paternel et la crainte de perdre son fils, il avoue qu’il a tout fait pour éloigner Robert d’Isabelle et que le prince de Grenade n’est rien d’autre que l’une de ses créatures. Cependant, dans la mesure où il doit absolument faire signer un pacte à Robert avant la fin du jour sous peine de le perdre à jamais, il accepte de partager l’amour de son fils avec Isabelle. Ainsi, si Robert signe le pacte, Bertram fait disparaître le prince de Grenade et le jeune homme pourra épouser Isabelle.
- Récitatif « L’arrêt est prononcé » : Ému par toutes ces révélations, Robert s’apprête à signer le pacte diabolique au moment où intervient Alice. Elle vient annoncer que le prince de Grenade n’a pu pénétrer dans la cathédrale pour le mariage et que plus rien ne s’oppose désormais à ce que Robert épouse Isabelle.
- No 23: Grand trio Robert-Alice-Bertram « A tes lois je souscris d’avance » : Alice, voyant Robert sur le point de signer le pacte que lui tend Bertram, lui donne la lettre de sa mère. Déchiré entre l’amour pour son père et le désir de respecter les dernières volontés de sa mère, Robert ne sait que faire. Lorsque le premier coup de minuit retentit, Bertram, qui n’a pas réussi à faire signer à Robert le pacte dans les délais fixés, est englouti dans les profondeurs de la terre.
- No 24: Chœur final « Chantez, troupe immortelle » : Le rideau en fond de scène s’ouvre alors, révélant l’intérieur de la cathédrale où Isabelle attend, avec toute la cour, que Robert vienne s’agenouiller à ses côtés pour leur mariage. Alice conduit Robert jusqu’à la princesse aux sons de chants célestes et d’un chœur religieux.

## Genèse

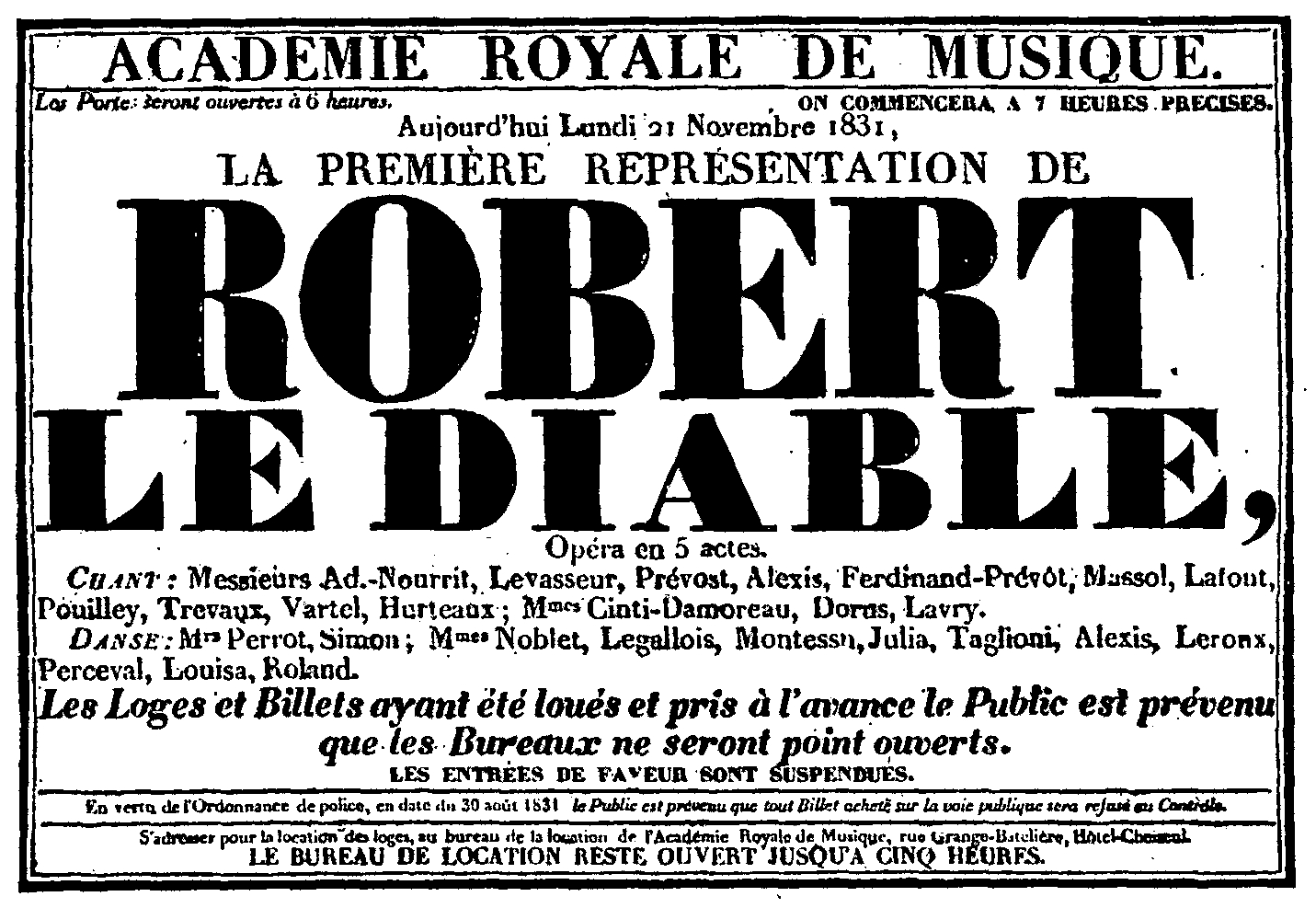
Affiche pour la première de Robert le Diable

Après le triomphe international remporté par Il crociato in Egitto, son opéra précédent, Meyerbeer reçoit de nombreuses propositions de la part de théâtres italiens (dont la plus sérieuse semble avoir été Ines de Castro pour le San Carlo de Naples). Néanmoins, après la création du Crociato à Paris (en septembre 1825), Meyerbeer décide de s’installer à Paris, à la suite de Rossini.
Pourtant, Robert le Diable, « un des plus grands succès lyriques de tous les temps, va vivre un accouchement long et douloureux ». En effet, Meyerbeer connaît une série de drames personnels et de déboires professionnels qui font que sept années séparent Il crociato de Robert.
Un mois après son installation à Paris en effet, le père de Meyerbeer meurt. Le 25 mai 1826, il épouse sa cousine, Minna Mosson, avec qui il aura deux enfants qui mourront tous deux en bas âge : Eugénie (née le 16 août 1827 et morte le 9 décembre de la même année) et Alfred (né le 31 octobre 1828 et mort le 13 avril 1829). Le 5 juin 1826, il perd son ami Carl Maria von Weber, qu’il avait rencontré lors de ses études auprès de l’abbé Vogler. La veuve de Weber demande à Meyerbeer d’achever la dernière œuvre lyrique de son mari, un opéra-comique intitulé Die drei Pintos, mais Meyerbeer ne donnera finalement pas suite à cette requête.

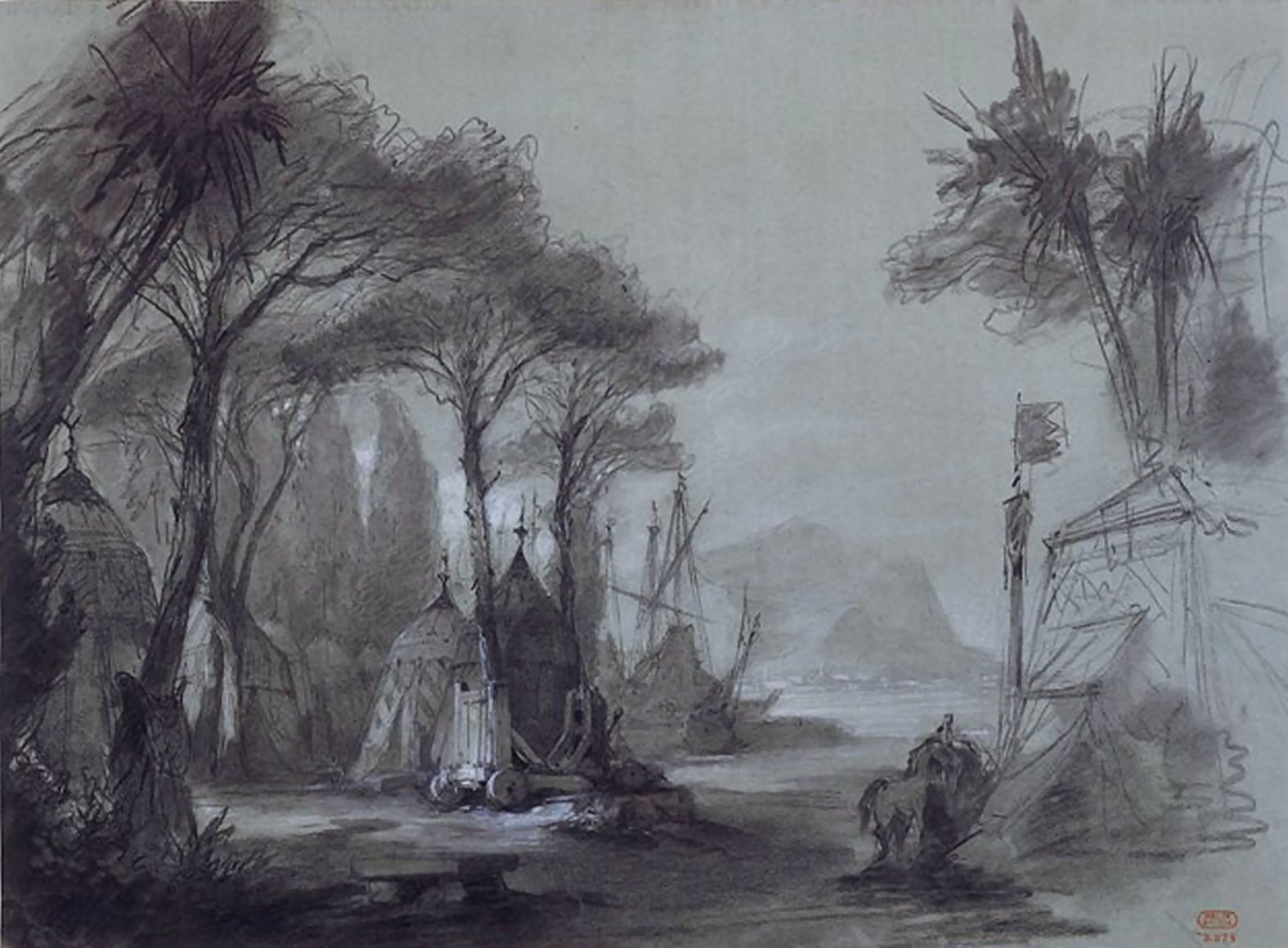
La tente de Robert, esquisse préparatoire pour l'acte I de Robert le Diable par Charles-Antoine Cambon (1831).

Ses premiers projets à Paris consistent à adapter ses succès italiens pour la scène française : il prépare ainsi une version en français de sa Margherita d'Anjou représentée au Théâtre de l’Odéon à partir du 11 mars 1826. Par contre, son intention d’élaborer une version française du Crociato n’aboutira pas. De même, il travaille quelque temps sur La Nymphe du Danube, un pasticcio de ses plus grands succès italiens, mais abandonne finalement ce projet.
Dans le même temps, Meyerbeer étudie de façon approfondie l’histoire, la littérature, la peinture et la musique françaises. Il explore en particulier le répertoire lyrique de l’Opéra sans négliger les œuvres théâtrales données à Paris à l’époque. C’est ainsi qu’il entre en contact avec celui qui deviendra son principal collaborateur, le librettiste Eugène Scribe. Meyerbeer se familiarise avec la conception du « Grand opéra » développée par Spontini dans les premières années du XIXe siècle, tout en constatant l’intérêt du public parisien pour La Muette de Portici (1828) d’Auber et le Guillaume Tell (1829) de son ami Gioachino Rossini.
À Paris, il retrouve également René-Charles Guilbert de Pixerécourt, auteur dramatique dont il a adapté une des pièces pour composer sa Margherita d'Anjou et qui est à l’époque directeur de l’Opéra-Comique. Ce dernier lui passe commande d’un opéra-comique en trois actes intitulé Robert le Diable. Germain Delavigne prépare une première version du livret, puis se voit assister par Eugène Scribe.

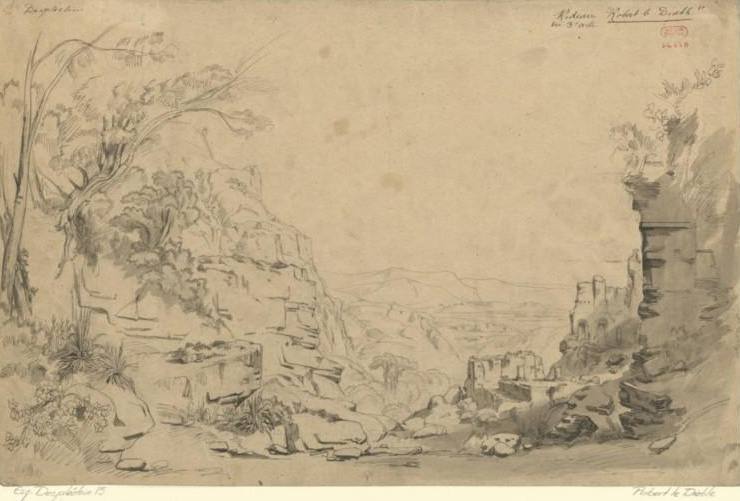
Les Rochers de Sainte-Irène, rideau pour le tableau 1 de l'acte III de Robert le Diable par Édouard Desplechin (1831).

Malheureusement, Pixerécourt démissionne de son poste en 1827, hypothéquant en grande partie la possibilité de faire représenter l’œuvre à l’Opéra-Comique. Meyerbeer envisage alors de faire créer l’ouvrage à Berlin, mais Scribe s’y oppose. La dernière chance de faire représenter Robert consiste donc à contacter la direction de l’Opéra de Paris, qui accepte de signer un contrat le 1er décembre 1829. L’opéra-comique en trois actes se transforme en grand opéra en cinq actes.
Dans la version de l’Opéra-Comique dont F. Claudon fournit un résumé détaillé, le rôle de Bertram, destiné à Louis-Auguste Huet qui était davantage connu pour ses qualités de comédien que de chanteur, est à l’origine essentiellement parlé et beaucoup moins important que dans la version définitive. À l’inverse, celui de Raimbaut est nettement plus étoffé et donne lieu à plusieurs scènes comiques. La scène des nonnes maudites n’existe pas (elle n’apparaîtra d’ailleurs que tardivement dans le processus d’écriture de l’opéra). Le style est également beaucoup plus familier (le livret contient ainsi des répliques telles que « Adieu donc, Mamzelle Alice ! » ou « C’te question ! »).

## Création

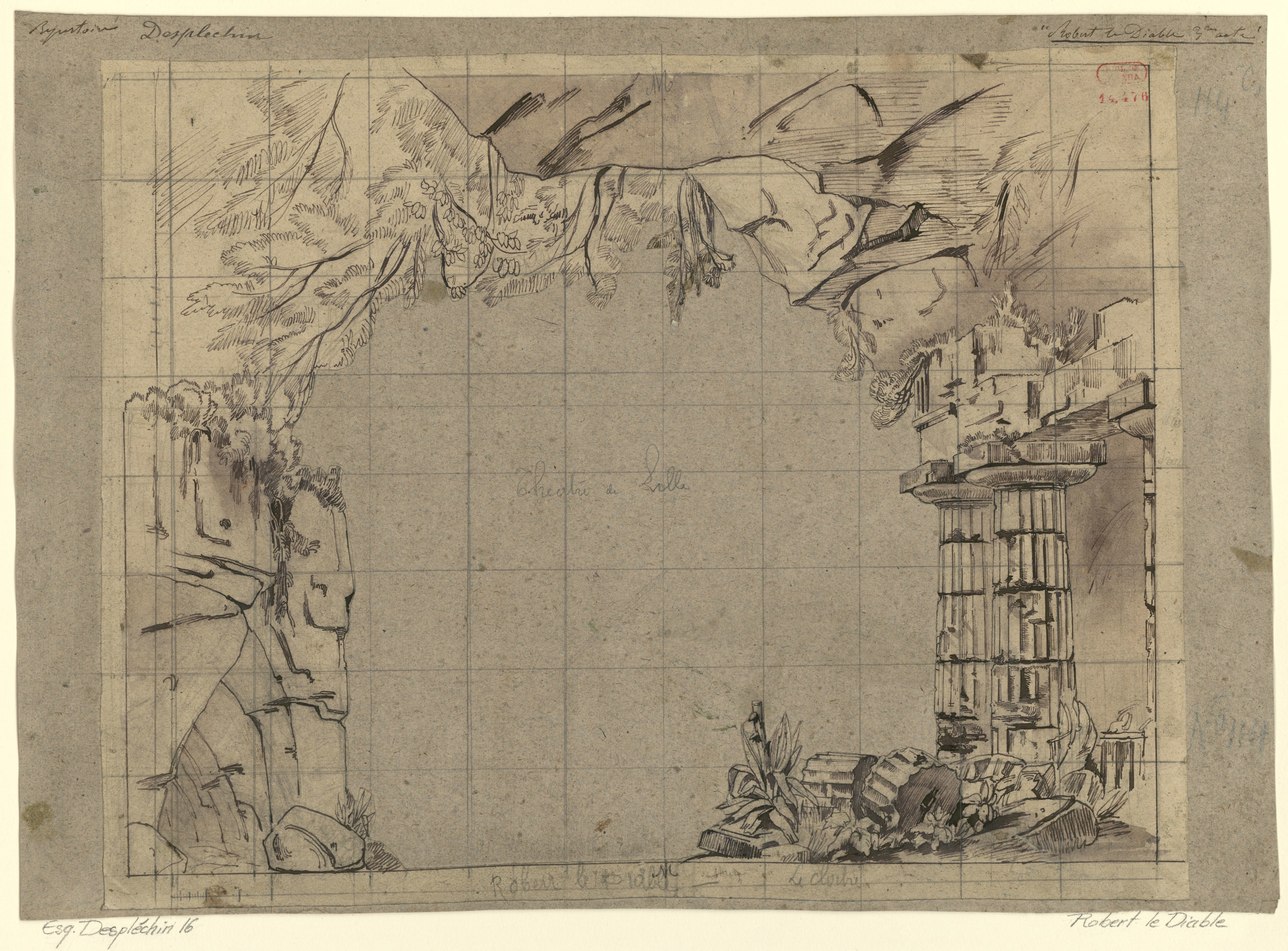
Le Cloître, esquisse préparatoire pour le tableau 2 de l'acte III de Robert le Diable par Édouard Desplechin (1831).

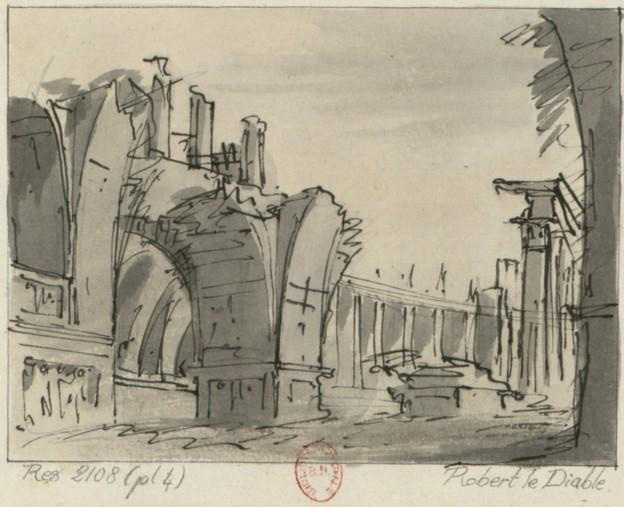
Tombeaux dans les ruines, croquis préparatoire pour le tableau 2 de l'acte III de Robert le Diable par Pierre-Luc-Charles Cicéri (1831).

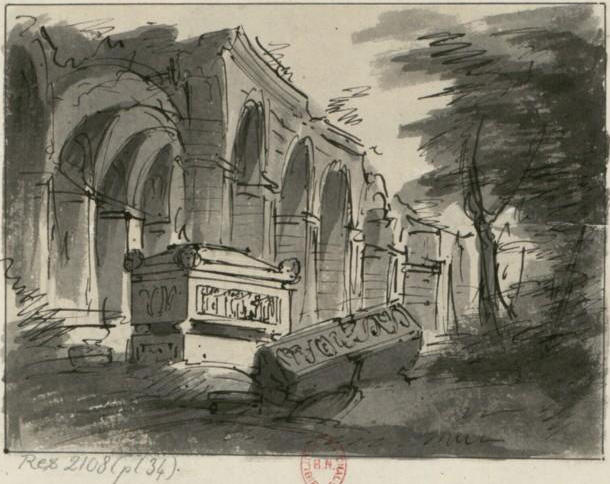
Tombeaux dans les ruines, croquis préparatoire pour le tableau 2 de l'acte III de Robert le Diable par Pierre-Luc-Charles Cicéri (1831).

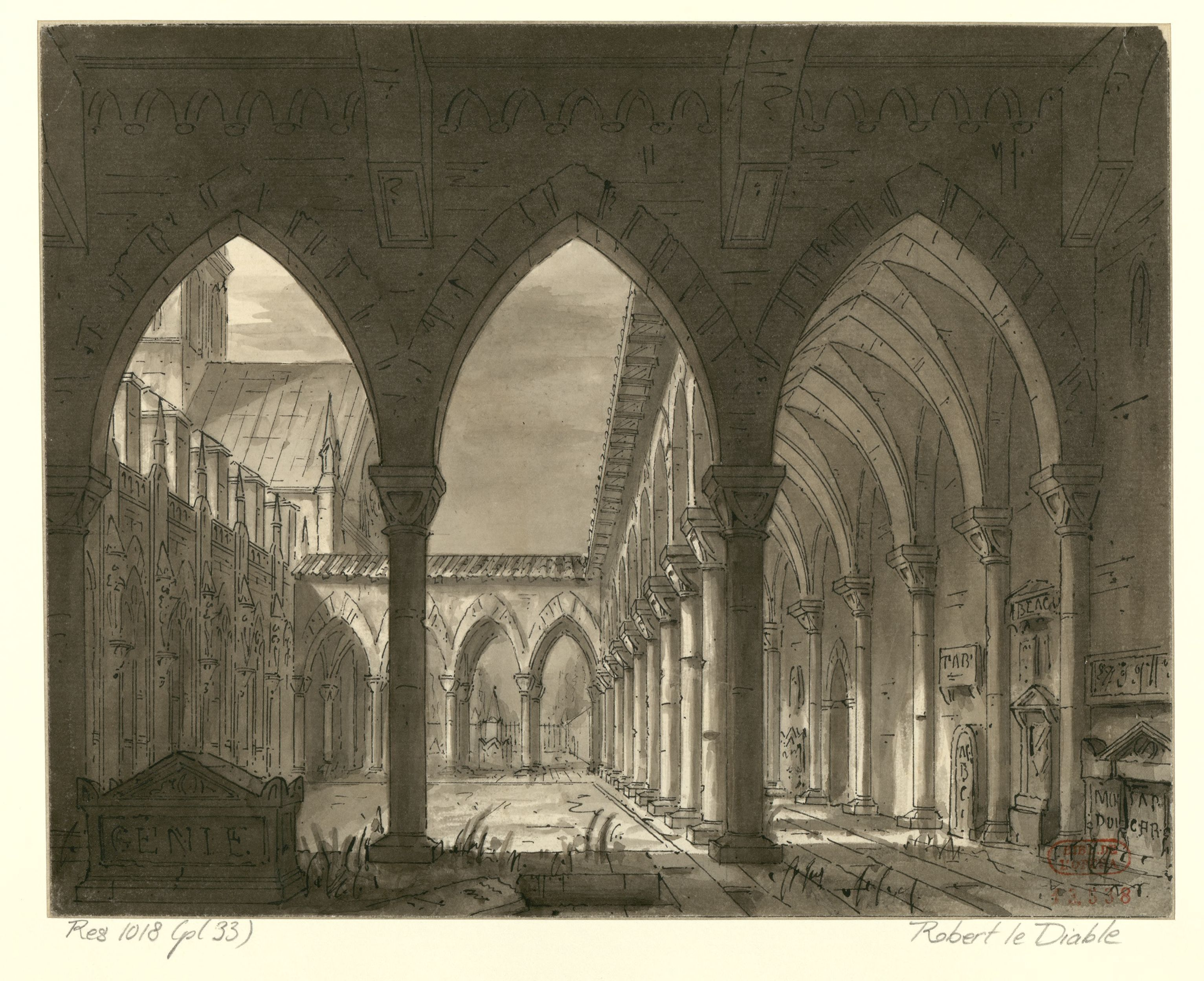
Le Cloître, esquisse préparatoire pour le tableau 2 de l'acte III de Robert le Diable par Pierre-Luc-Charles Cicéri (1831).

À la suite de la révolution de juillet 1830, la direction de l’Opéra de Paris est confiée à Louis Véron qui décide de faire de Robert l’événement marquant de sa première saison à la tête de l’Opéra. Le nouveau directeur sait en effet qu’il va être jugé sur Robert dans la mesure où c’est le premier spectacle vraiment nouveau qui est monté depuis qu’il a été nommé. Il est d’autant plus attendu que l’Opéra est devenu, après la Révolution de Juillet, une entreprise privée pour la première fois de son histoire. Aussi, Louis Véron n’hésite-t-il pas à dépenser beaucoup d’argent pour mettre toutes les chances de son côté, et ce d’autant plus qu’il ne semble jamais avoir réellement cru à la qualité de l’ouvrage.
La distribution de la création est exceptionnelle puisque les personnages principaux sont interprétés par les plus grands chanteurs du moment : le ténor Adolphe Nourrit, les sopranos Laure Cinti-Damoreau et Julie Dorus-Gras, ainsi que la basse Nicolas-Prosper Levasseur. Les décors et les costumes (signés par Edmond Duponchel et Pierre-Luc-Charles Ciceri) sont « d’un luxe inouï » . Selon C. Join-Dieterle, la production de Robert aurait coûté un peu plus de 45 000 francs de l’époque. Par comparaison, le budget du Siège de Corinthe de Rossini en 1826 ne s’élevait qu’à un peu plus de 27 000 francs et celui de Guillaume Tell en 1829 atteignait les 30 000 francs. Il faudra attendre La Juive de Jacques-Fromental Halévy en 1835 et Les Huguenots en 1836 pour retrouver des sommes équivalentes (les budgets de ces deux opéras étant respectivement de 45 000 et 42 900 francs).
Malgré plusieurs incidents lors de la création, Robert le Diable est l’un des plus grands succès de toute l’histoire de l’opéra. Il a été représenté 754 fois à l’Opéra de Paris (la dernière représentation au XIXe siècle date du 28 août 1893, et l’opéra a été représenté tous les ans entre 1831 et 1893, exception faite des années 1869, 1875 et 1880). Il est donné 260 fois à Berlin (jusqu’en 1906), 241 fois à Hambourg (jusqu’en 1917), 111 fois à Vienne (jusqu’en 1921), 83 fois à Milan (jusqu’en 1886), 57 fois à Parme (jusqu’en 1882) et 54 fois à Londres (jusqu’en 1890).
En avril 1834, la centième représentation de l’œuvre est donnée à l’Opéra de Paris, cinq bons mois avant qu’il n’en soit de même pour Guillaume Tell, et ce alors que l’opéra de Rossini a été créé 27 mois plus tôt que celui de Meyerbeer. Entretemps, il a été traduit en anglais et en allemand (avec deux versions pour chaque langue).
Meyerbeer a recensé les cités où fut représenté son opéra dans les deux années qui suivirent la création. En France, on trouve Paris, Bordeaux (47 fois en deux ans), Marseille (51 fois), Toulouse (54 fois), Lyon (32 fois), Rouen, Nantes (27 fois), Lille, Strasbourg, Brest (19 fois), Metz, Nancy, Le Havre (21 fois), Grenoble, Nîmes, Angoulême, Châlons-sur-Marne, Bourg, Macon, Clermont-Ferrand, Amiens (14 fois), Dijon (25 fois), Poitiers, Angers, Douai, Besançon, Avignon, Perpignan, Montpellier, Valenciennes, Bourges, Laval, Autun, Boulogne-sur-Mer, Montauban, Aix et Moulins. Dans les pays germanophones, Meyerbeer recense Vienne, Berlin, Munich, Dresde, Hambourg, Cologne, Francfort-sur-le-Main, Francfort-sur-l’Oder, Weimar, Mayence, Wiesbaden, Hanovre, Breslau, Glogau, Liegnitz, Brunswick, Leipzig, Brême, Stuttgart, Württemberg, Karlsruhe, Cassel, Fribourg et la principauté de Lippe-Detmold. Il y eut également des productions au Royaume-Uni, en Belgique, aux Pays-Bas, au Danemark, en Hongrie, en Suisse et en Russie[pertinence contestée]. Si bien qu’au bout de deux ans, l’opéra avait été donné dans 39 villes en France, 33 villes dans les pays germanophones ainsi que dans 7 autres pays, soit un total de 69 théâtres différents.
Par la suite, Robert le Diable continue à être monté partout dans le monde :
- 1832 : Berlin, Dublin, Liège, Londres, Strasbourg
- 1833 : Anvers, Bruxelles, Copenhague, Marseille, Vienne
- 1834 : Amsterdam, Bratislava, Brünn, Budapest, La Haye, Lyon, New York (en anglais), Saint-Pétersbourg
- 1835 : Bucarest, Gand, Prague
- 1836 : Bâle, Calcutta, La Nouvelle-Orléans (en français), Ljubljana
- 1837 : Varsovie
- 1838 : Lisbonne
- 1839 : Stockholm
- 1845 : Barcelone (en italien)

Huit ans après sa création, l’opéra avait été produit dans un total de 1 843 théâtres en Europe. Dans les années 1840, l’Italie cède à son tour : Florence (1841, 1842, 1843), Padoue (1842, 1844, 1845), Trieste (1842, 1844), Brescia (1843), Crémone (1843, 1844), Livourne (1843), Venise (1843, 1845), Milan (1844, 1846), Rome (1844), Vérone (1844), Bassano (1845), Turin (1846), Bologne (1847) et Ancône (1847), soit 14 villes en tout.
L’opéra quitte le répertoire au début des années 1900, et il faut attendre le 7 mai 1968 pour que l’opéra soit à nouveau donné, en italien et avec de très nombreuses coupures, à Florence. D’autres reprises ont lieu à l’Opéra de Paris (24 juin 1985), au Carnegie Hall de New York (21 février 1988) ou à Berlin (2000 et 2001), où Marc Minkowski dirige des représentations établies sur une nouvelle édition critique de l’opéra (en intégrant l’air de Mario au début du deuxième acte et en rétablissant l’air original de Bertram du cinquième acte qui avait été coupé avant la création par Nicolas-Prosper Levasseur, qui le trouvait trop difficile, et qui n’avait jamais été chanté). Pour la première fois depuis 1890, l'opéra est repris à Covent Garden en décembre 2012 dans une mise en scène de Laurent Pelly. Cette dernière production, parue en DVD, sera reprise lors de la saison 2013/2014 au Grand Théâtre de Genève. L'œuvre fera son retour à Paris au cours de cette même saison dans une version concertante donnée à l'Opéra-Comique.
L’incroyable succès remporté par l’opéra se reflète également dans les plus de 160 transcriptions, arrangements, paraphrases et autres fantaisies pour orchestre, fanfare, piano et autres instruments composés entre 1832 et 1880 par, entre autres, Adolphe Adam, Frédéric Chopin, Carl Czerny, Anton Diabelli, Franz Liszt, Henry Litolff, Jacques Offenbach, Joseph Joachim Raff, Johann Strauss père et fils, Sigismund Thalberg…

## Interprètes de la création
| Rôle                          | Tessiture | Distribution de la création, 1831 (Chef d’orchestre: François-Antoine Habeneck) |
| ----------------------------- | --------- | ------------------------------------------------------------------------------- |
| Robert                        | ténor     | Adolphe Nourrit                                                                 |
| Bertram                       | basse     | Nicolas-Prosper Levasseur                                                       |
| Alice                         | soprano   | Julie Dorus-Gras                                                                |
| Isabelle                      | soprano   | Laure Cinti-Damoreau                                                            |
| Raimbaut                      | ténor     | Marcelin Lafont                                                                 |
| Héléna                        | danseuse  | Marie Taglioni                                                                  |
| Alberti                       | basse     | Prosper Hurteaux                                                                |
| Un prêtre                     | basse     | Ferdinand Prévost                                                               |
| Un héraut d’armes             | ténor     | Jean-Étienne-Auguste Massol                                                     |
| Une dame d’honneur d’Isabelle | soprano   | Mme. Lavry                                                                      |

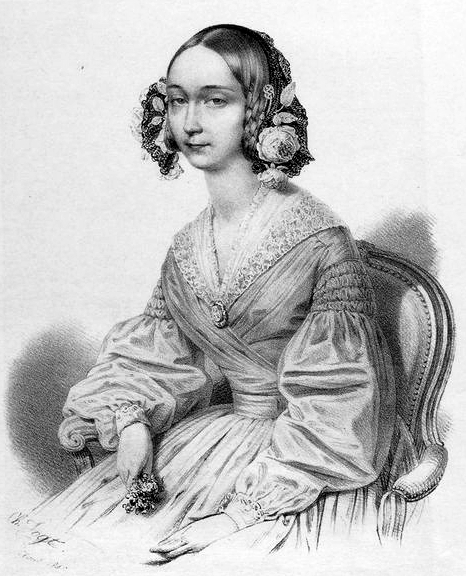
Julie Dorus-Gras créatrice du rôle d'Alice dans Robert le Diable
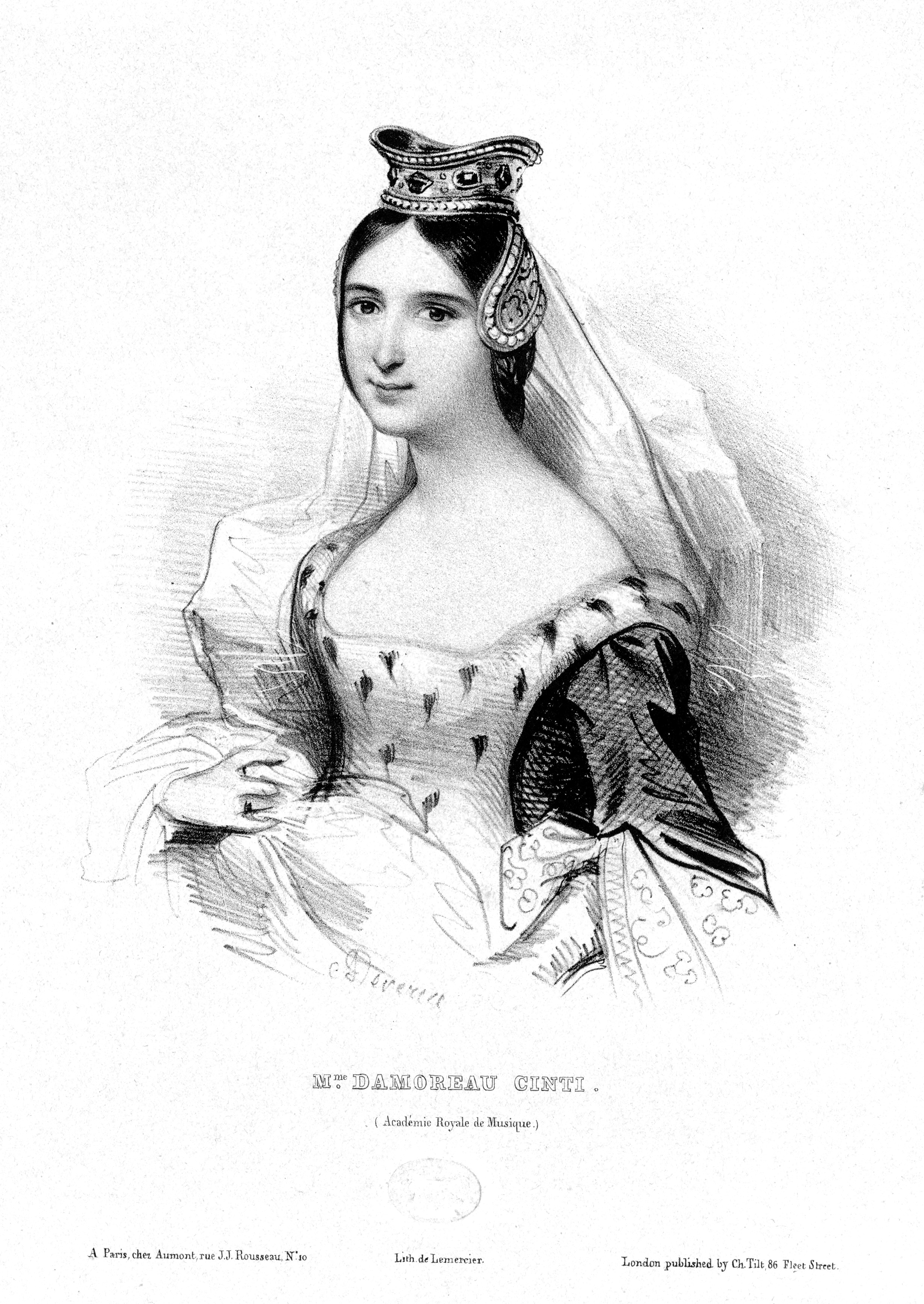
Laure Cinti-Damoreau créatrice du rôle d'Isabelle dans Robert le Diable
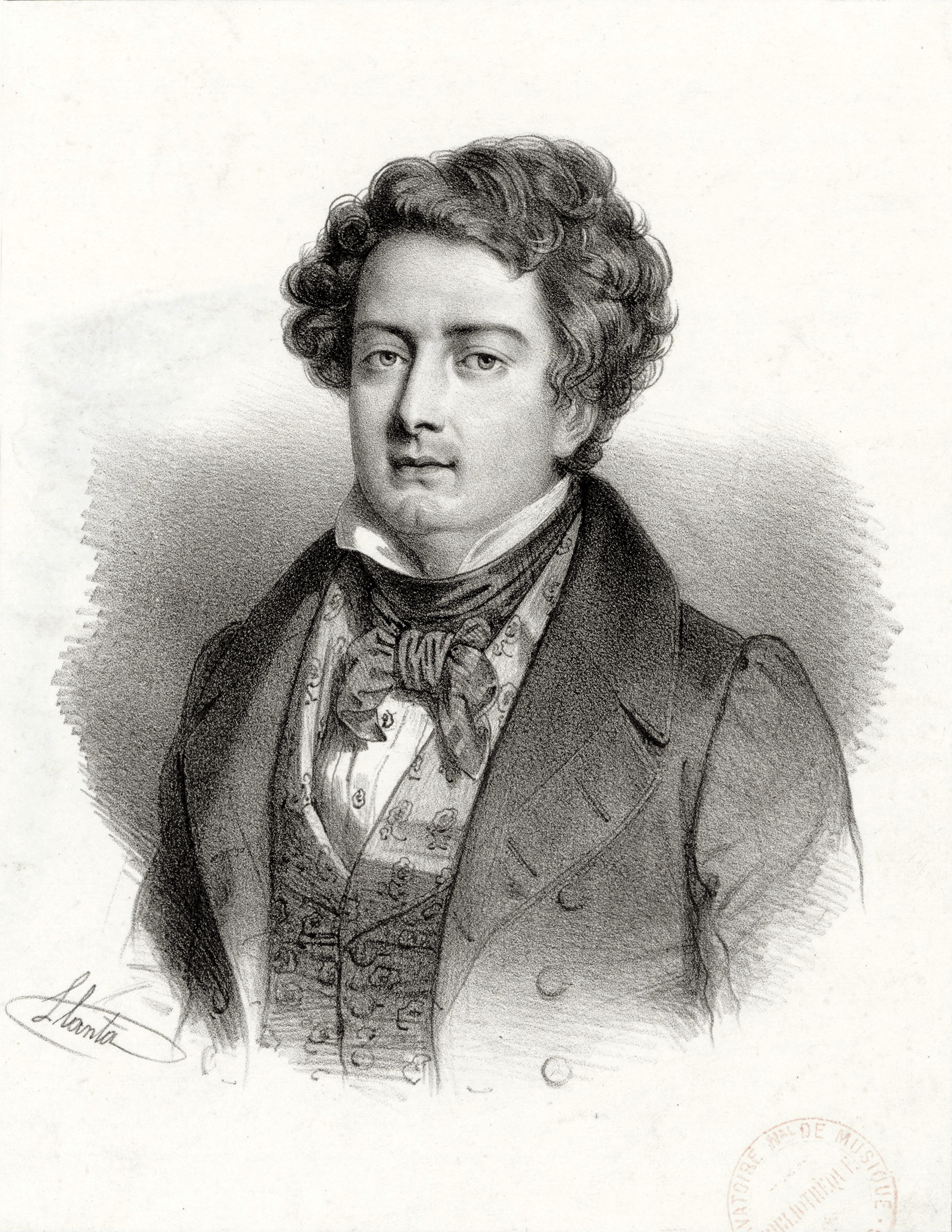
Adolphe Nourrit créateur du rôle de Robert dans Robert le Diable
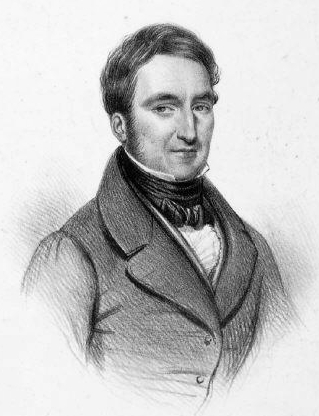
Nicolas-Prosper Levasseur créateur du rôle de Bertram dans Robert le Diable
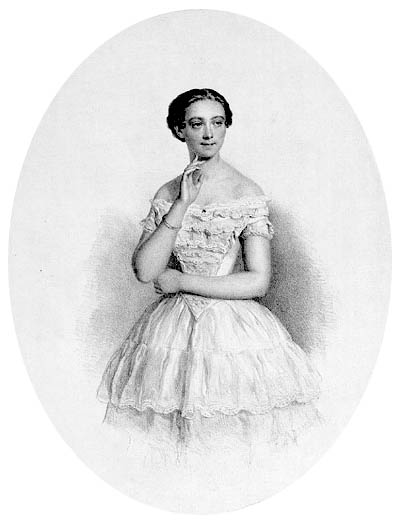
Marie Taglioni créatrice du rôle d'Héléna dans Robert le Diable

## Analyse
Considéré par P. Kaminski comme « l’un des plus illustres fleurons » de l’histoire de l’opéra, « sacrifié pendant plus d’un siècle aux diverses tyrannies esthétiques », Robert le Diable constitue une véritable révolution dans l’art lyrique. On retrouve des références (conscientes et assumées ou non) à Robert dans des opéras aussi célèbres que Le Vaisseau fantôme, Tannhäuser, Faust, Don Carlos, Carmen, Parsifal…
P. Kaminski observe que Robert le Diable n’est pas le représentant « à l’état pur » du Grand opéra, dans la mesure où il ne cherche pas à représenter un événement historique. En fait, plutôt que d’être le premier opéra historique (titre auquel peut prétendre La Muette de Portici de Daniel-François-Esprit Auber), C. Join-Dieterle montre que Robert est plutôt le premier opéra romantique. C’est en effet avec Robert qu’apparaissent pour la première fois sur la scène de l’opéra les thèmes du romantisme noir et de la littérature gothique tels que le pacte avec le diable, les apparitions fantastiques, l’existence de talisman ensorcelé, les danses orgiaques de nonnes damnées ou le viol. De ce point de vue, Robert constitue le pendant lyrique de la Symphonie fantastique (créée à peine un an plus tôt) d’Hector Berlioz, où l’auditeur est convié, dans le dernier mouvement de l’œuvre, à une orgie diabolique, avec sorciers, sorcières et autres créatures infernales.
Comme le note R.I. Letellier, Scribe bouscule radicalement les structures formelles du livret d’opéra de l’époque. Ainsi, afin d’éviter tout temps mort et de soutenir l’action de façon continue, il réduit les airs solistes à la portion congrue. Il ne les utilise que de façon parcimonieuse et en ayant soin qu’ils apportent des informations nouvelles ou qu’ils fassent progresser l’action (voir par exemple la ballade de Raimbaut ou l’air d’Alice au premier acte). Les airs sont rarement utilisés à des fins d’introspection lyrique (cf. l’air d’Isabelle au début du deuxième acte) et les deux airs les plus célèbres de l’opéra, l’évocation des nonnes de Bertram au troisième acte (« Nonnes qui reposez ») et la prière d’Isabelle au quatrième acte (« Robert, toi que j’aime »), remplissent une fonction dramatique essentielle.
Cette évolution du livret d’opéra initiée par Scribe va encourager Meyerbeer à développer des innovations musicales qui étaient déjà apparues dans ses derniers opéras italiens (et notamment dans Il crociato in Egitto). Ainsi, N. Combaz observe que Meyerbeer privilégie, comme peu de compositeurs d’opéras l’ont fait avant lui, la continuité de la trame musicale : « en maints endroits, quand le rythme dramatique doit s’accélérer, les différentes formes s’enchaînent les unes aux autres sans admettre de temps d’arrêt, rompant ainsi avec la structure par numéros qui dominait encore l’opéra au début du XIXe siècle. »

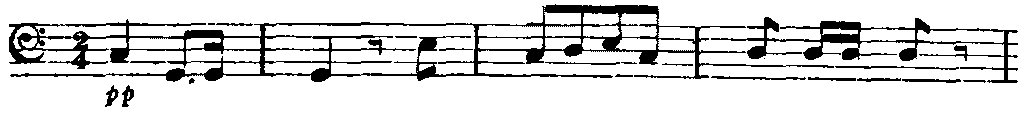
Roulement de timbale au début de l’ouverture de l’opéra correspondant au thème associé au personnage de Bertram.

En outre, l’orchestre est traité comme un véritable protagoniste, par l’utilisation de timbres, de soli ou d’ensembles instrumentaux, propres à chaque situation et susceptible de renforcer la tension dramatique. Ainsi, comme le note R.I. Letellier, les trombones annoncent la présence des forces maléfiques tandis que les harpes évoquent la puissance divine et l’espoir d’une rédemption. Alice est associée aux cors et aux instruments à vent aigus, Bertram aux cuivres graves et aux bassons. Les personnages maléfiques du Prince de Grenade et des nonnes damnées sont représentés par des effets orchestraux étranges et inédits à l’époque (timbales solistes et ensemble des trombones, des bassons aigus et du tam-tam). L’orchestration de Meyerbeer est particulièrement admirée par Berlioz qui écrit notamment : « L’une des principales causes du succès prodigieux de cette musique, tient en effet à son instrumentation. Les mélodies en sont admirables il est vrai, l’harmonie conserve toujours la couleur la plus originale et la plus distinguée, la pensée dramatique en est profonde, les modulations aussi neuves que hardies, mais l’instrumentation devait nécessairement frapper le public d’étonnement et de plaisir tout à la fois ; car c’est la première fois, j’en suis convaincu, qu’on a pu entendre une œuvre de théâtre instrumentée de cette manière. » Berlioz s’attache plus particulièrement à la scène des nonnes où l’orchestre ne se contente plus d’être un simple accompagnateur des voix pour devenir le véritable narrateur de l’action dramatique. Il attire notamment l’attention sur les sonorités obtenues des cors, sur le rôle expressif de la flute ou sur les alliages sonores réalisés par les instruments graves.
Meyerbeer compose ses mélodies en fonction du texte du livret et des émotions qu’il doit susciter. Ainsi, N. Combaz souligne que « Meyerbeer ne laisse pas passer un mot important ni un trait de caractère sans le traduire par la formule musicale la plus évocatrice ». Dans le même ordre d’idée, Meyerbeer fait réapparaître certains thèmes, qui sont plus ou moins modifiés en fonction de l’action : « ainsi en est-il du thème de la Ballade chantée par Raimbaut au premier acte, qui révèle l’origine de Robert, du motif qui ouvre le chœur d’Introduction et reviendra symboliser « l’ascendant fatal » dont il est victime, et enfin, des premières mesures du final du deuxième acte qui accompagnent les paroles triomphantes de Bertram. »
Lors du cinquième acte, Meyerbeer compose l'un des premiers solos de trompette à pistons qui sera créé par les frères Antonio et Alessandro Gambati sous la scène de l'Opéra.
L’intégration de la danse dans l’action de l’opéra (avec le ballet des nonnes damnées) et le pouvoir évocateur de la mise en scène et de la chorégraphie constituent également une véritable révolution dans l’histoire de l’opéra et du ballet, comme le soulignent K.A. Jurgensen et A. H. Guest. Le ballet des nonnes damnées marque ainsi la naissance du ballet romantique et est à l’origine de toutes les métamorphoses nocturnes et magiques que l’on retrouvera par la suite dans La Sylphide (1832), Giselle (1841), Le Lac des cygnes (1877) ou La Bayadère (1877).

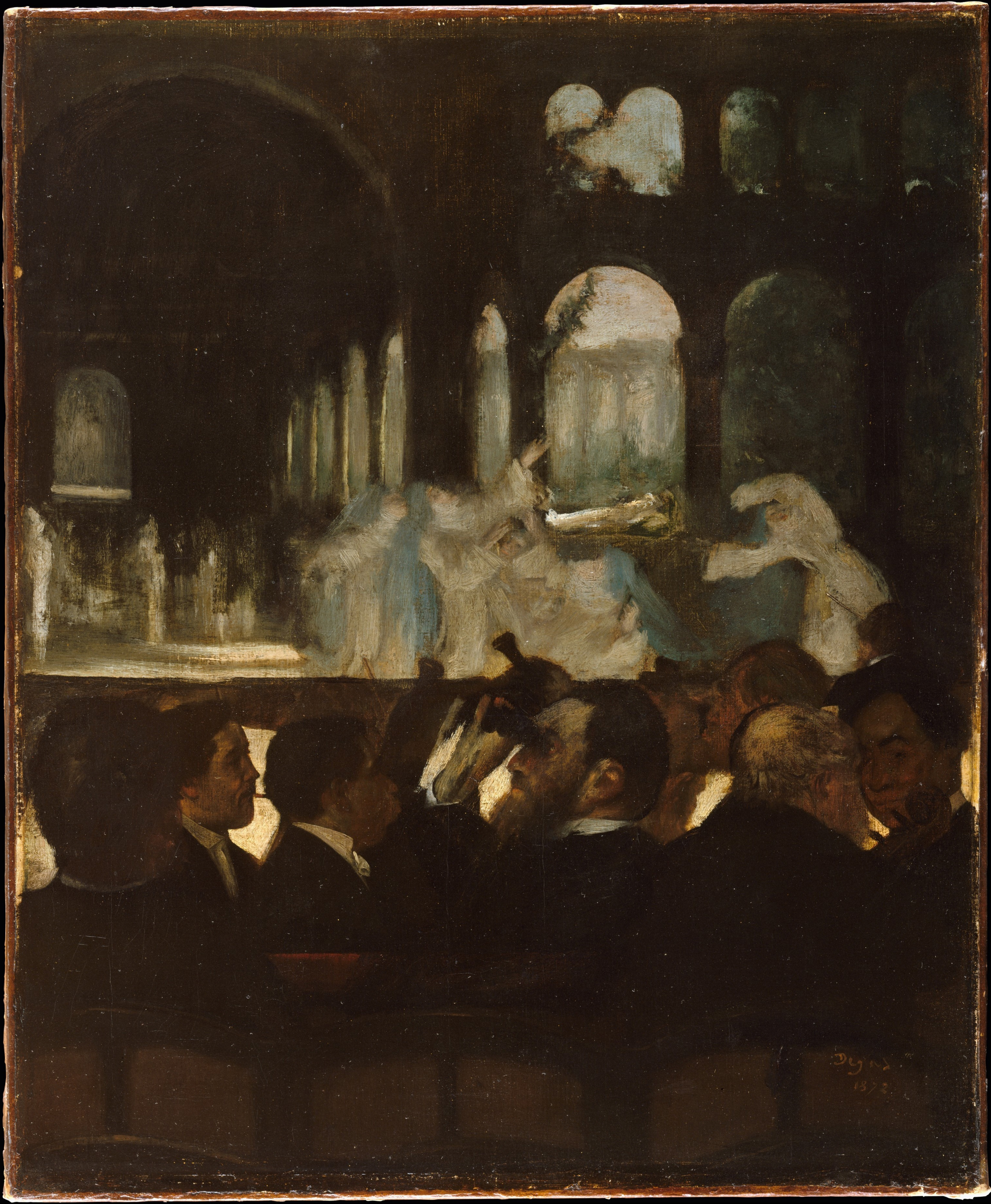
Edgar Degas, Le Ballet de « Robert le Diable » (1871) (Metropolitan Museum of Art)
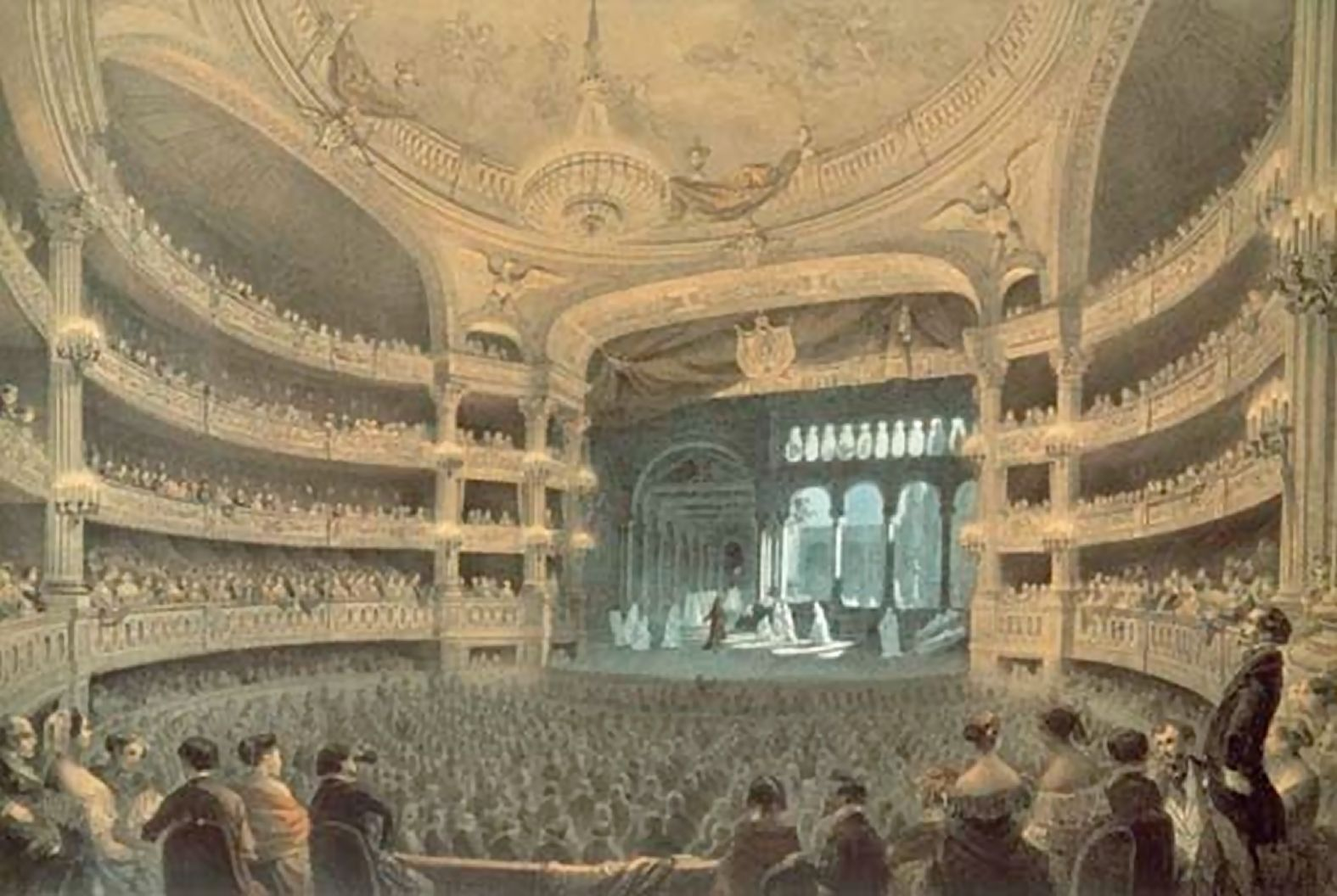
Représentation de Robert le Diable dans la salle Le Pelletier de l'Opéra de Paris vers 1850 : lithographie colorée de Louis-Jules Arnout
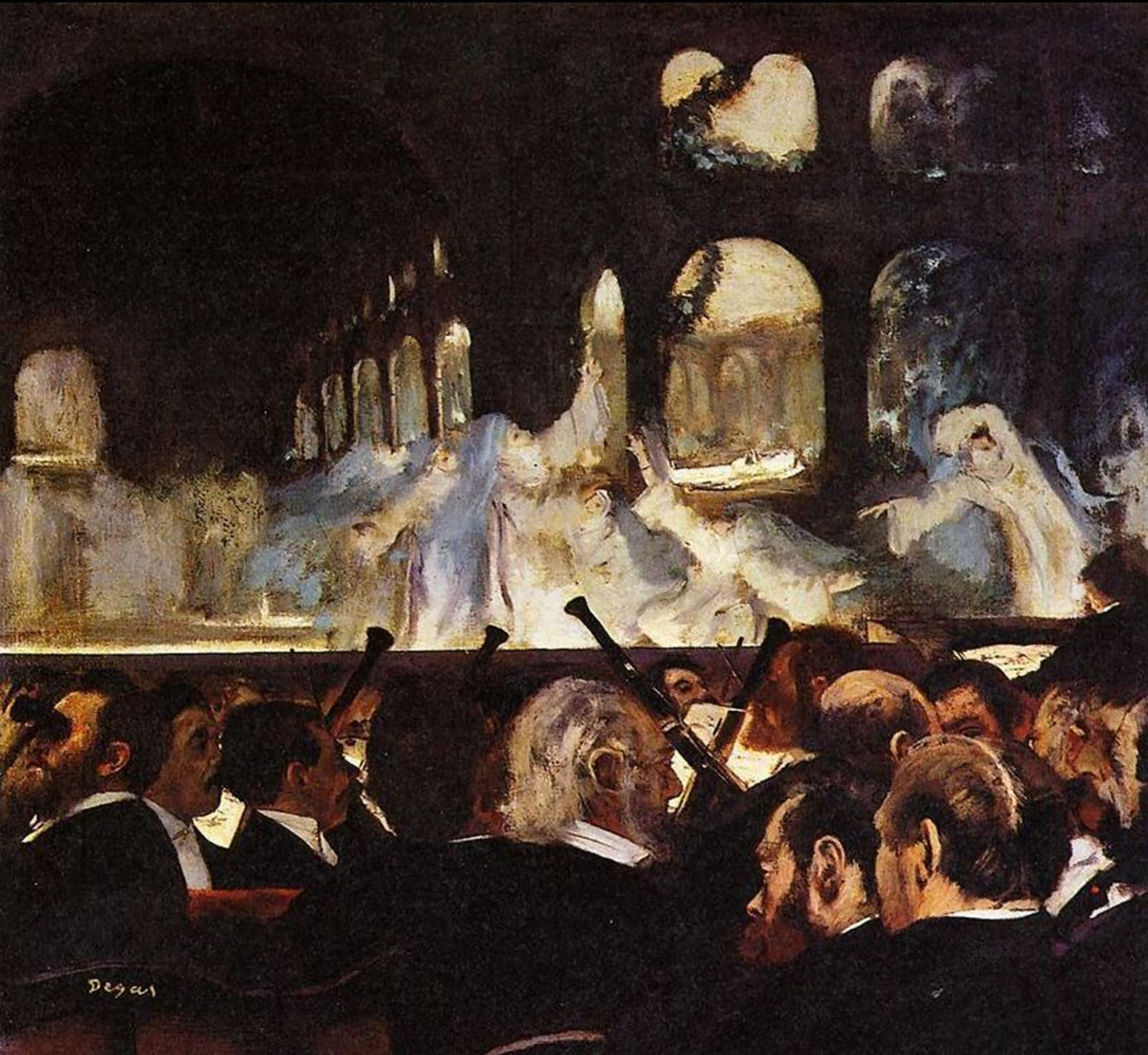
Degas, Le Ballet de « Robert le Diable » (1876) (Victoria and Albert Museum)

## Emprunts et citations

### Adaptations
Le succès de l’œuvre est tel qu’il fait l’objet de nombreuses parodies ou citations. Parmi les plus notables, on peut citer :
- En 1833, Robert der Teuxel, farce musicale et parodique d’Adolf Müller sur un livret de Johann Nestroy créée au Theater an der Wien de Vienne.
- En 1844, Robert Birbanduch, opéra-comique en trois actes du compositeur polonais Józef Damse créé à Varsovie.

### Citations
- En 1857, dans son opérette bouffe Croquefer ou le Dernier des paladins, Jacques Offenbach cite, dans son Duo de la scène VII, la Cavatine de l'acte IV « Grâce, Grâce » de Robert le Diable.
- En 1861, dans son opérette bouffe Monsieur Choufleuri restera chez lui le..., Jacques Offenbach cite à l'orchestre les premières notes de l'ouverture de Robert le Diable.
- En 1866, les librettistes de l'opéra bouffe Barbe-Bleue (1866) de Jacques Offenbach font référence à la scène IV de l'acte II de Robert le Diable :

| À toi, Robert de Normandie, Le prince de Grenade adresse ce cartel, Et par ma voix il te défie, Non dans un vain tournoi, mais au combat mortel. Robert le Diable, acte II, scène IV (1831) | Pour t’arracher ma douce amie, À toi, félon, j’adresse ce cartel Et sous ses yeux, je te défie, Non dans un vain tournoi, mais au combat mortel. Barbe-Bleue, acte III, scène I (1866) |

## L’influence deRobert le Diable
La plupart des œuvres de Meyerbeer ont disparu du répertoire, et Robert le Diable ne fait pas exception à cette règle. Pourtant les scènes et finales spectaculaires de ses opéras, dont on a critiqué l’emphase, servirent de modèle à beaucoup de ses successeurs, italiens, français, allemands.
Ainsi, pour P. Kaminski, le rôle de Bertram « enfantera toutes les grandes parties de basse chantante du siècle : ni Boris de Moussorgski, ni Philippe II de Verdi, ni Wotan de Wagner ne seraient concevables sans lui, pour ne rien dire du Méphisto de Gounod ». Le personnage d’Alice annonce déjà quant à lui la Micaëla de Bizet.
De même, le succès remporté par l’air d’Isabelle au quatrième acte (« Robert, toi que j’aime ») va influencer la plupart des compositeurs d’opéras par la suite. Verdi s’en inspire à plusieurs reprises : ainsi, Julian Budden montre tout ce que doit l’air « Ah ! Forse’è lui » de Violetta au premier acte de La Traviata à la supplication d’Isabelle. M.A. Smart analyse de façon approfondie l’influence marquante qu’a exercé l’air de Meyerbeer sur certaines scènes du Ballo in maschera (et notamment sur l’air d’Amélia du deuxième acte). M.A. Smart retrouve également des réminiscences de la prière d’Isabelle dans le duo entre Elisabeth et Don Carlos au deuxième acte de Don Carlos ou dans le duo entre Aida et Amnéris au deuxième acte d’Aida.
W. Keller a mis en évidence les nombreux parallèles existant entre l’acte II de Parsifal et la scène des nonnes maudites de Robert :
| Robert le Diable, acte III, tableau 2 (1831) | Parsifal, acte II (1882) |
| --- | --- |
| Les galeries d’un cloître où se dressent plusieurs tombeaux, dont celui de Sainte Rosalie. Sur ce dernier, la statue de la sainte, en habit religieux, tient à la main une branche verte de cyprès.                                                         | L’intérieur de la plus haute tour du château enchanté de Klingsor. |
| Scène et évocation des nonnes : le démon Bertram appelle les nonnes damnées à revenir à la vie. | Le magicien Klingsor appelle l’âme de Kundry dont l’esprit apparaît dans l‘ombre. |
| Procession des nonnes : enveloppées dans leurs linceuls, les nonnes se relèvent lentement et se rassemblent dans les galeries du cloître. | Dans une lumière bleue, Kundry semble sortir d’un profond sommeil. |
| Récitatif : Bertram annonce l’arrivée de Robert et ordonne aux spectres de le séduire. | Klingsor ordonne à Kundry de séduire Parsifal pour l’amener à sa perte. |
| Bacchanale : les religieuses se débarrassent de leurs linceuls et dansent une folle bacchanale. Tout s’interrompt dès que Robert apparaît. | Klingsor et le château enchanté s’enfoncent alors dans les profondeurs, laissant la place à un merveilleux jardin peuplé de Filles-Fleurs. |
| Récitatif : Robert marche sous les galeries du cloître. | Parsifal découvre le jardin merveilleux. |
| Airs de ballet : les nonnes damnées tentent de séduire Robert par le vin, puis par le jeu, et enfin par l’amour. | Les Filles-Fleurs entourent Parsifal et se disputent ses faveurs. |
| Séduit par Héléna, Robert lui vole un baiser puis arrache le rameau magique sur le tombeau de Sainte-Rosalie. | Parsifal accède à la connaissance grâce au baiser qu’il reçoit de Kundry. Il la repousse. Kundry ne parvenant pas à séduire Parsifal, Klingsor apparaît et jette la Sainte Lance sur Parsifal. Ce dernier parvient cependant à s’en emparer sans être blessé. |
| Chœur dansé : les nonnes se transforment en spectres et des démons surgissent des entrailles de la terre. Tous se lancent dans une danse infernale et entourent Robert qui parvient à se dégager de la mêlée maudite grâce aux pouvoirs magiques du rameau. | Grâce à la Sainte Lance, Parsifal fait disparaître le château de Klingsor et tous ses maléfices. |

Plus troublantes encore sont les correspondances en termes de tonalités identifiées par W. Keller :
| Robert le Diable, acte III, tableau 2 (1831) | Tonalité        | Parsifal, acte II (1882)                       | Tonalité        |
| -------------------------------------------- | --------------- | ---------------------------------------------- | --------------- |
| Invocation des nonnes damnées                | Si mineur       | Invocation de Kundry par Klingsor              | Si mineur       |
|                                              |                 | Réveil de Kundry                               | Mi bémol mineur |
| Procession des nonnes                        | Do mineur       | Refus de Kundry                                | Do mineur       |
|                                              |                 | Klingsor ordonne à Kundry de séduire Parsifal. | Si mineur       |
| Récitatif                                    | Mi bémol majeur | Parsifal défait les gardes du château.         | Mi bémol majeur |
| Bacchanale                                   | Ré mineur       |                                                |                 |
| Bacchanale                                   | Ré majeur       | Sortilèges de Klingsor                         | Si mineur       |
|                                              |                 | Arrivée des Filles-Fleurs                      | Sol mineur      |
| Récitatif                                    | Mi bémol majeur | Parsifal pénètre dans le jardin merveilleux.   | Do mineur       |
|                                              |                 | Les Filles-Fleurs tentent de séduire Parsifal. | La bémol majeur |
| Premier air de ballet                        | Sol majeur      | Départ des Filles-Fleurs                       | Sol majeur      |

Ces correspondances sont d’autant plus surprenantes que Wagner avait condamné avec la plus grande violence la musique de Meyerbeer dans son pamphlet antisémite Das Judenthum in der Musik, paru de façon anonyme dès 1850. P. Kaminski note en outre que le motif de Bertram que l’on entend dès l’ouverture a directement inspiré le motif de « la lance de Wotan » de l’Anneau du Nibelung.